# Rafael Caldera
Rafael Antonio Caldera Rodríguez (San Felipe, 24 de enero de 1916-Caracas, 24 de diciembre de 2009) fue un jurista, educador, académico, estadista y político venezolano. Fue presidente de la República en 1969-1974 y 1994-1999, siendo el civil que por más tiempo ha gobernado a Venezuela en el periodo democrático, así como diputado, procurador y senador vitalicio en dos ocasiones.
Caldera fue líder e ideólogo de la Democracia Cristiana, perteneciente a la «segunda gran generación» de esta corriente a nivel mundial, fundando a lo largo de su vida los partidos Copei y Convergencia, y siendo firmante del Pacto de Puntofijo, para una coalición que dio inicio a la experiencia democrática en 1958. Fue candidato presidencial en varias ocasiones.
Fue redactor de la Ley del Trabajo (1936) y de su reforma en 1989; de la Constitución de 1961 y de su proyecto de reforma en 1992.  Rafael Caldera fue presidente de la Unión Interparlamentaria (1979-1982). Fue también profesor honorario y doctor Honoris Causa de más de cuarenta universidades en el mundo.

## Biografía

### Infancia y juventud

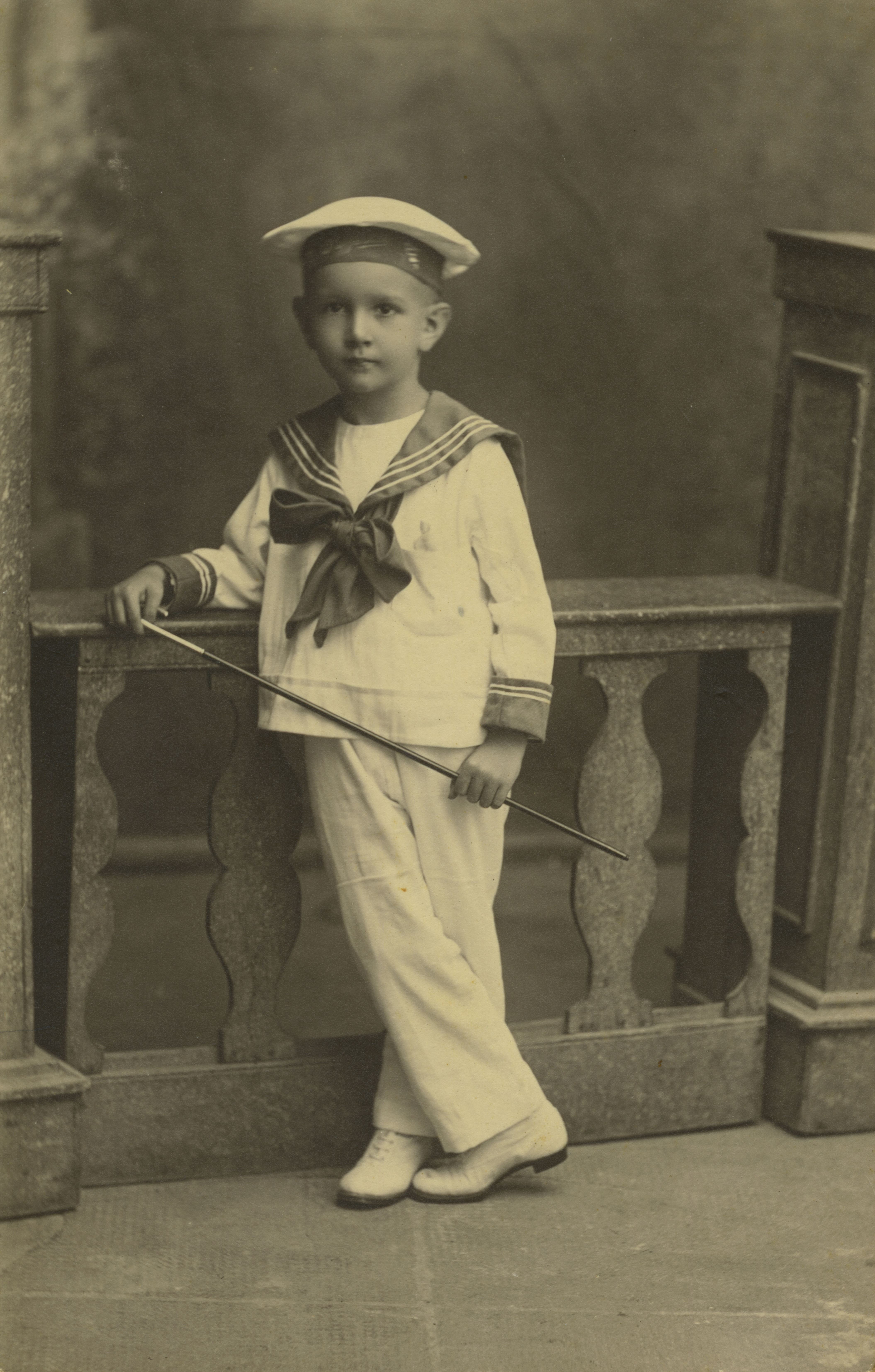
El niño Rafael Caldera, vestido de marinero, 1920.

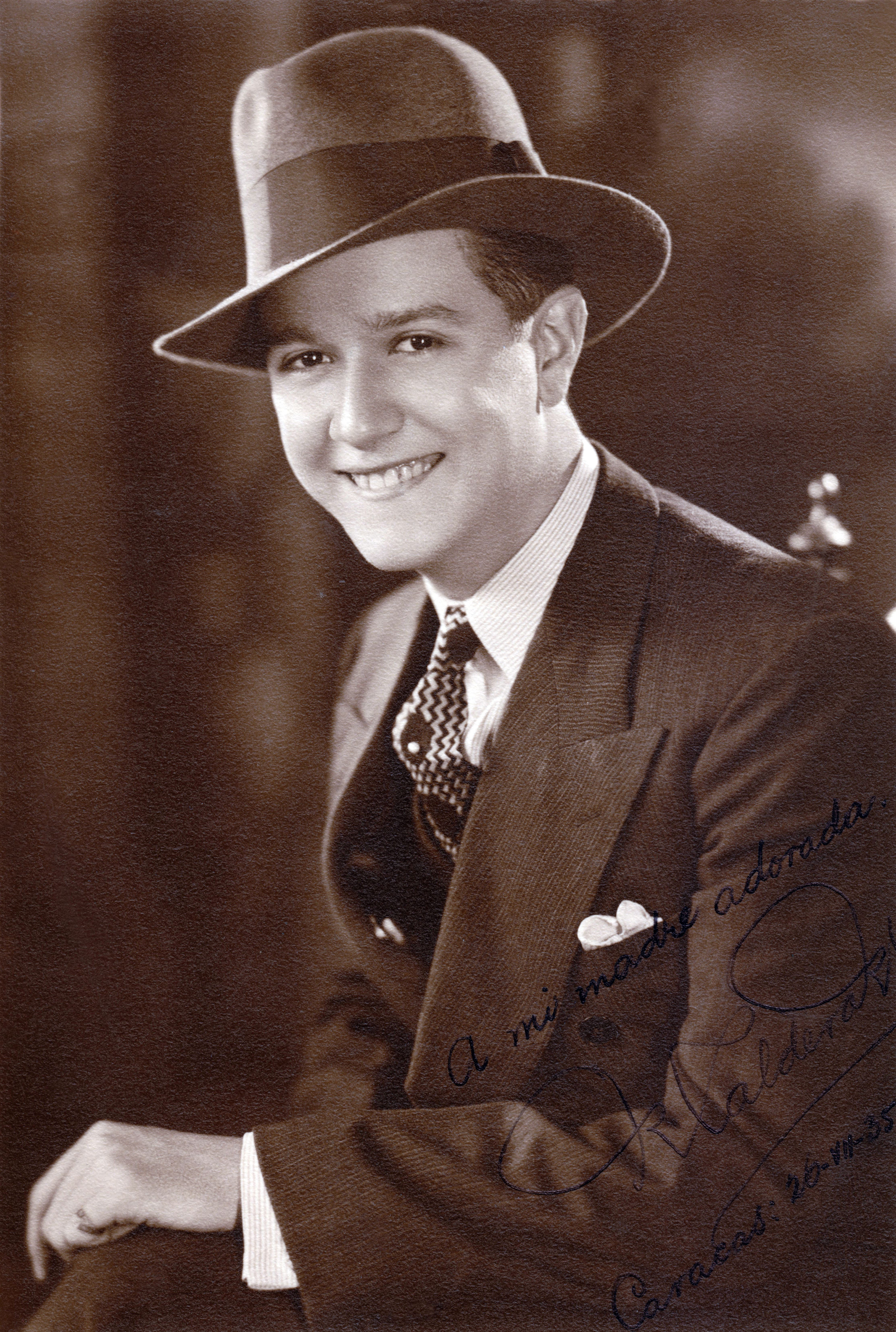
Caldera a los 19 años.

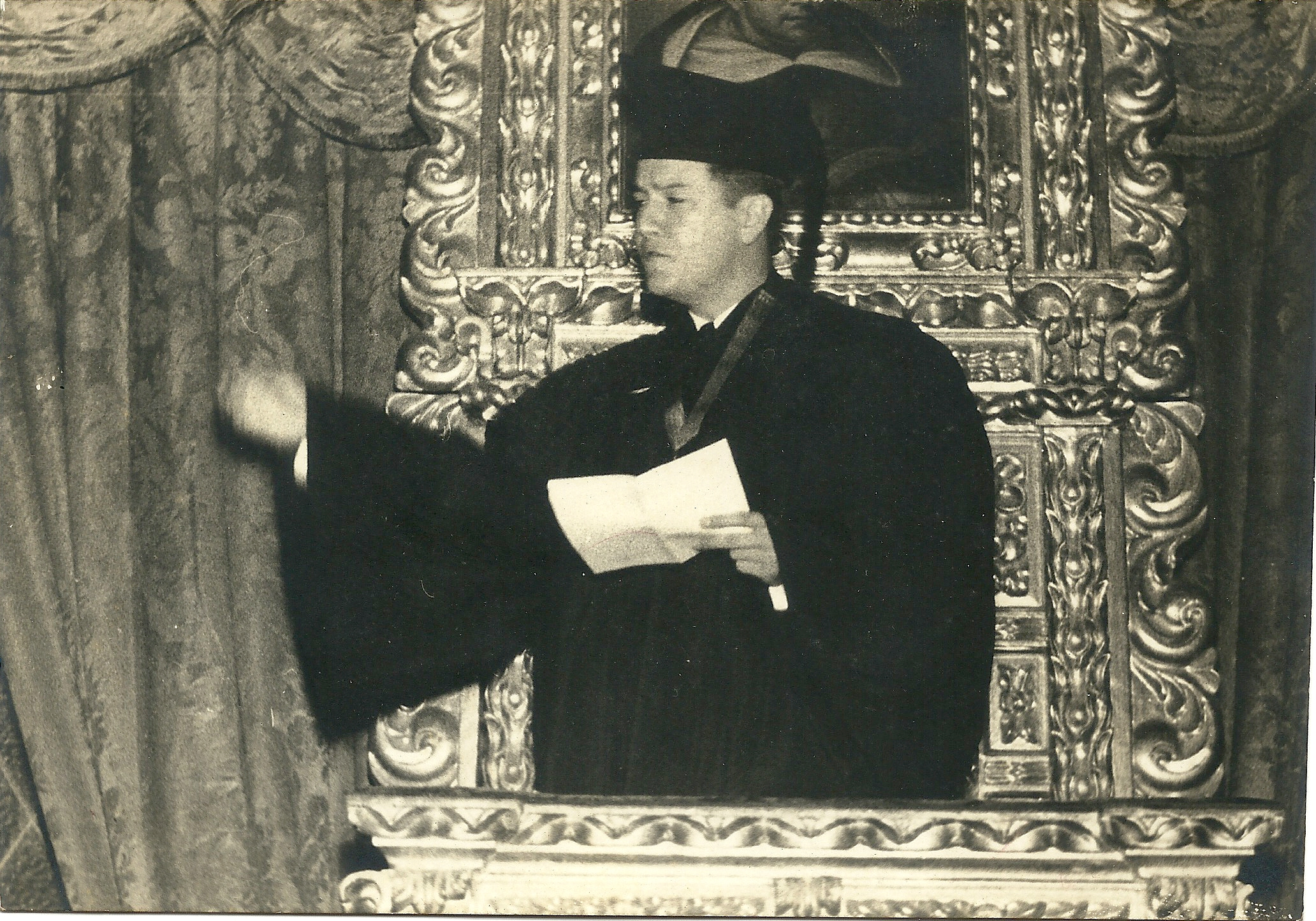
En el paraninfo de la Universidad Central de Venezuela, al graduarse como abogado y doctor en Ciencias Políticas en 1939.

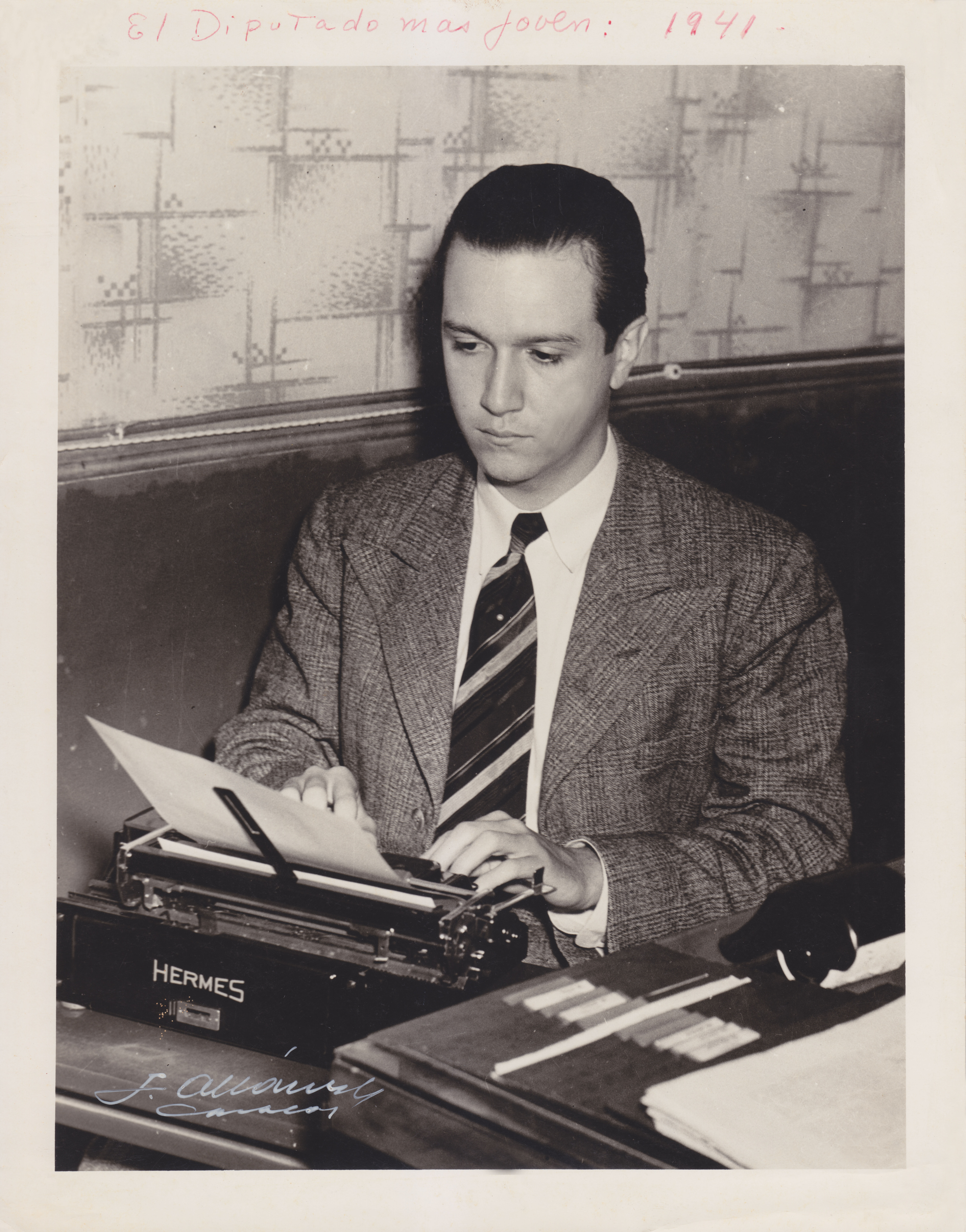
Caldera a los 25 años.

Rafael Caldera nació el 24 de enero de 1916 en San Felipe, Yaracuy. Fue el segundo hijo de Rafael Caldera Izaguirre, abogado, y Rosa Sofía Rodríguez Rivero, oriundos de esa ciudad. Al morir su madre, el 2 de mayo de 1918, fue criado por su tía materna María Eva, casada con Tomás Liscano Giménez, quien llegó a ser académico, parlamentario y magistrado. Sus hermanas, Rosa Elena y Lola, fueron acogidas por otro tío materno, Plácido Rodríguez.
Caldera realiza los estudios de primaria entre San Felipe en el Colegio Montesinos y Padre Delgado y Caracas  en el Colegio San Ignacio de Loyola, para culminar en este último los estudios de bachillerato. Años después contará como anécdota que su primer discurso lo pronunció a los nueve años en la plaza Bolívar de San Felipe. Educado por los jesuitas, entre los cuales destaca el padre Manuel Aguirre Elorriaga, S.J., fundador del Centro Gumilla y de la Revista SIC, se convierte en el secretario general de la Juventud Católica Venezolana.
En 1933 asiste junto a Jesús Pérez Machado y Alfonso Vidal al Congreso de Estudiantes Universitarios Católicos en Roma, el cual influirá en su participación futura en la política y en el cual conocerá figuras como la de Eduardo Frei Montalva y otros fundadores de los movimientos demócrata-cristianos en sus respectivos países.

### Vida académica
Graduado de bachiller a los quince años de edad con sobresalientes calificaciones, debe, sin embargo, esperar al año siguiente para comenzar los estudios de Derecho en la Universidad Central de Venezuela, que en esa época comenzaban cada dos años. Allí conoce a Caracciolo Parra León, su profesor en Principios Generales del Derecho, quien lo orienta al estudio de la figura de Andrés Bello y a escribir una biografía sobre el sabio a los diecinueve años, que resulta premiada por la Academia Venezolana de la Lengua en 1935.
Al respecto, el catedrático chileno Iván Jaksic, en su biografía sobre Andrés Bello, afirma que el libro de Caldera «mantiene aún su vigencia y frescor, y amerita su puesto como la monografía más importante sobre Bello del Siglo XX».
A los veinte años es designado subdirector de la recién creada Oficina Nacional del Trabajo y participa activamente en la redacción de la Ley del Trabajo, que tendría vigencia por más de cincuenta años (1936-1990). En 1937 es designado como el primer corresponsal de la Oficina Internacional del Trabajo (OIT) en Venezuela.
Se gradúa de abogado y doctor en Ciencias Políticas con las máximas calificaciones. y presenta como tesis su libro Derecho del Trabajo (1939).
En 1943, ingresa como profesor de Sociología Jurídica en la Universidad Central de Venezuela, para luego hacerlo como profesor de Derecho del Trabajo y, en ambas materias también en la Universidad Católica Andrés Bello (UCAB), hasta 1968, cuando es electo presidente de la República. Su nombramiento produjo conmoción en su alma mater, entre estudiantes comunistas y del partido Acción Democrática, quienes protestaron contra su elección, invocando dos argumentos: uno, su posición doctrinaria; y otro, su obligación de ir al congreso, puesto que todavía no había concluido su periodo de diputado. Caldera respondió que su ideología era conocida, pero que sería respetuoso de las demás corrientes de pensamiento; y en cuanto a su labor legislativa, que no habría inconveniente en ir al congreso y mantener la cátedra, pero que en todo caso estaba dispuesto a sacrificar su asistencia a las sesiones parlamentarias. El año de 1943, en que se discutió la reforma petrolera, no pudo asistir al congreso, porque perdería su cátedra universitaria.
En 1951 le es conferido el título de catedrático honorario de la Universidad Mayor de San Marcos, Lima, Perú; en 1958, profesor honorario de la Universidad de Los Andes y de la Universidad del Zulia y, a partir de allí, profesorados y doctorados honorarios de un número mayor de cuarenta instituciones universitarias en el mundo, entre ellos, la Universidad de Lovaina, en Bélgica (1979); Perugia (1973) y Sassari (1992), en Italia; Deusto (1980) y La Laguna (1976), en España; Hebrea de Jerusalén (1981), en Israel; Católica de Washington (1980), Católica de Puerto Rico (1991), Connecticut (1986), Notre Dame (1964), Nebraska (1981) y Florida (1979), en los Estados Unidos; Universidad del Pueblo (1993), en China; y La Sorbona (1998), en Francia. En 1996 ingresó como «académico de honor» a la Real Academia Europea de Doctores, con el discurso «El Derecho en el siglo XXI».
Entre las distinciones de las universidades latinoamericanas y venezolanas, destaca la de su alma mater, la Universidad Central de Venezuela, que lo galardonó por unanimidad como profesor honorario en 1976, a pesar de las críticas que se le hicieron por haber allanado esta casa de estudios durante su primera presidencia (1969-1971).
En 1953 se incorpora a la Academia de Ciencias Políticas y Sociales, ocupando el «sillón 2» de su padre adoptivo, Tomás Liscano, con un discurso que tituló: «Idea de una sociología venezolana», que contestó el académico Edgar Sanabria. El 22 de septiembre de 1955, en la contestación al discurso de incorporación de Arturo Uslar Pietri a esta academia, expone su tesis «Dominar el petróleo»:

…la experiencia está diciendo que «sembrar el petróleo» es parte de un objetivo más amplio, obligado aunque ambicioso: es necesario dominar el petróleo. Tenemos que abandonar el concepto del petróleo como una realidad que escapa a nuestras manos, para ganar la idea del petróleo como un elemento subordinado a nuestra realidad nacional. Ello ha de llevarnos a un entendimiento cada vez más fecundo con la iniciativa privada, nacional y extranjera, y a la colaboración cada vez mayor de nuestro capital humano en la explotación de esa riqueza nacional.

En 1961 es presidente del comité organizador del VI Congreso de la Asociación Latinoamericana de Sociología. En el llamado «Congreso de Caracas», Caldera propone tomar en consideración a los partidos políticos en el debate sobre el cambio social latinoamericano. Fue presidente de esta asociación en el periodo 1961-1963. El 29 de noviembre de 1967, se incorpora a la Academia de la Lengua, ocupando el sillón que dejara José Manuel Núñez Ponte, con el discurso: «El lenguaje como vínculo social y la integración latinoamericana», que contestó el poeta Fernando Paz Castillo. Fue presidente de la Asociación Venezolana de Sociología, del Instituto Venezolano de Derecho del Trabajo y director de la «Comisión Editora de las Obras Completas de Andrés Bello».

### Vida política

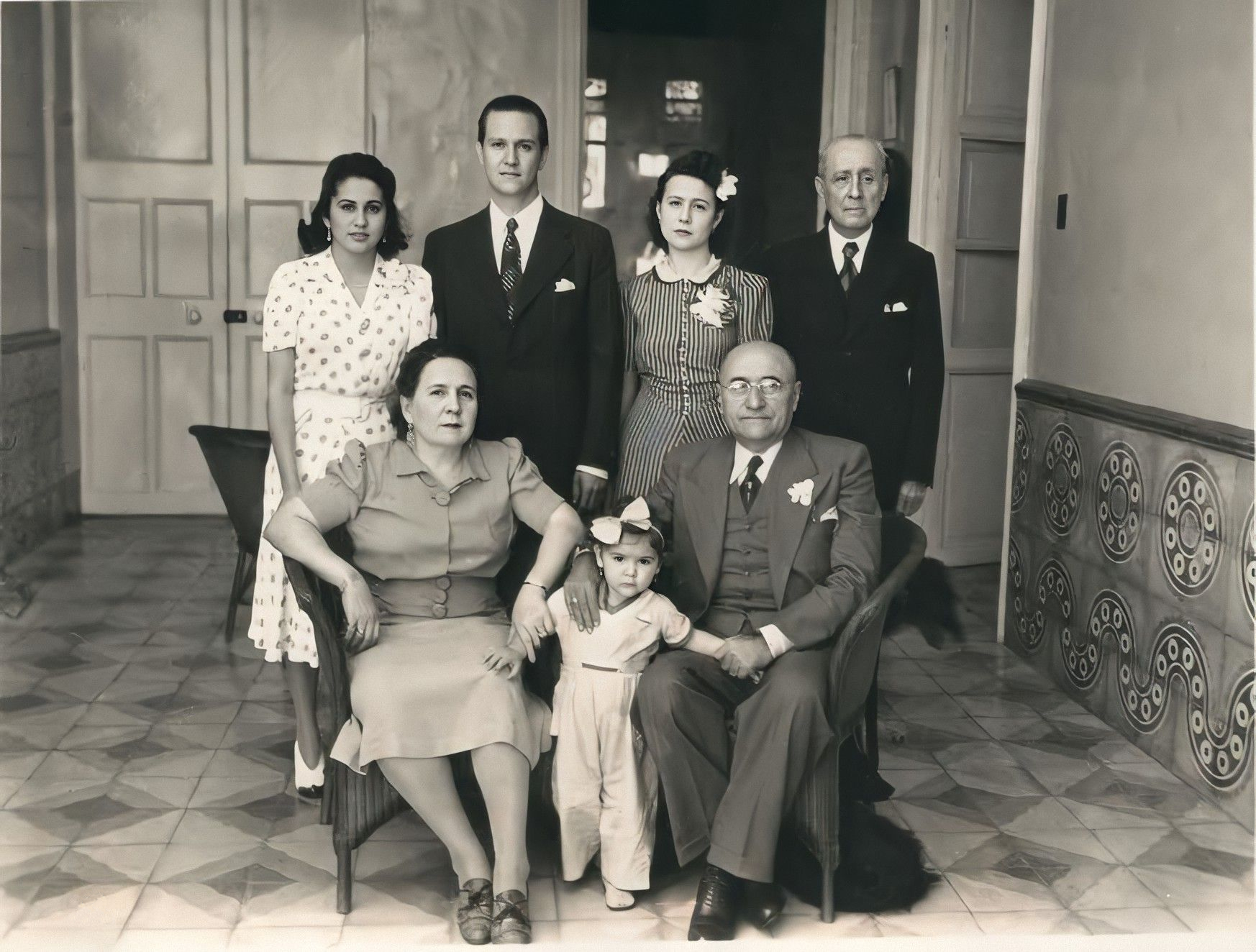
Caldera durante su compromiso con Alicia. También en la foto: su padre, Rafael Caldera Izaguirre, su hermana Rosa Elena y su tía y tío (que se convirtieron en sus padres adoptivos) María Eva Rodríguez y Tomás Liscano, en Miracielos, Caracas, 1940.

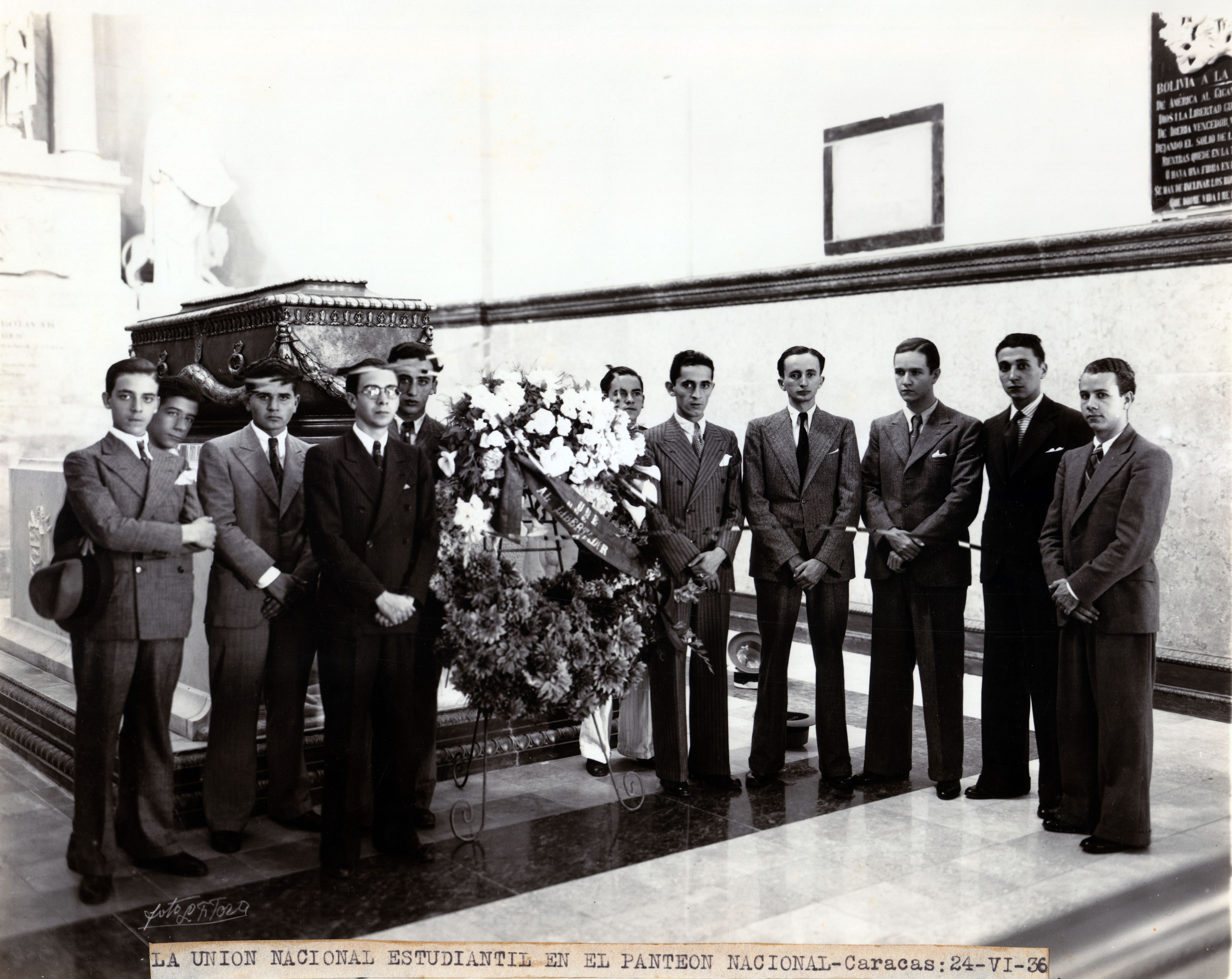
Miembros de la Unión Nacional Estudiantil durante una ofrenda floral al Libertador Simón Bolívar, 1936.

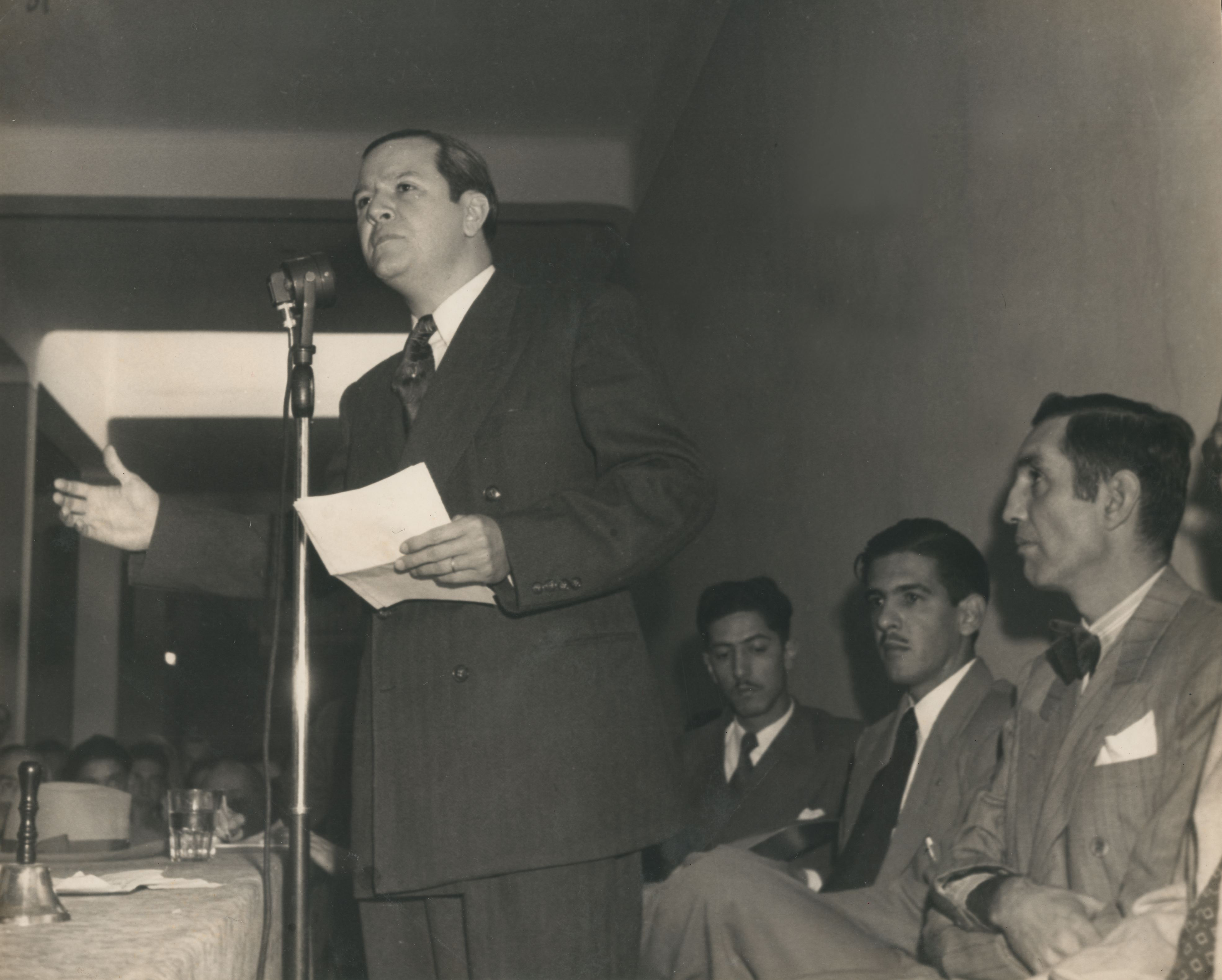
Palabras de Rafael Caldera en el acto de fundación del Comité de Organización Política Electoral Independiente, lo que luego se conocerá como el partido socialcristiano COPEI. Caracas, 13 de enero de 1946.

Forma parte de la Federación de Estudiantes de Venezuela (FEV), liderada por la generación del 28 –bastante mayor en edad que este– pero termina separándose, con un grupo de estudiantes, por la posición que la federación adopta frente a la libertad de educación y, particularmente, a la educación católica, al pedir la expulsión de los jesuitas y de las otras órdenes religiosas del país, y funda la Unión Nacional Estudiantil (UNE), que viene a constituir el movimiento socialcristiano venezolano (1936). Caldera la definirá como una organización que se «mueve hacia un ideal inconfundible: el de una patria auténticamente libre, en una recta democracia…».
También crea y dirige el semanario UNE.
En 1937 es detenido, junto a sus compañeros de la UNE, por haber irrumpido en la sede del semanario Fantoches, dirigido por el periodista y humorista Leoncio Martínez, con el propósito de reclamar las burlas que la publicación hacía frecuentemente sobre ellos, por este motivo renuncia al cargo de subdirector de la Oficina Nacional del Trabajo. Caldera, años después, cuenta cómo quedó superado este incidente: «Si alguna referencia personal puedo hacer para que se vea que aquel asunto quedó definitivamente terminado es la de que me honra la amistad de la viuda de Leoncio Martínez y la de que en 1958 tuve la satisfacción de ser entrevistado, con una introducción muy elogiosa, por Manuel Martínez, quien había sido el más estrecho colaborador de su tío en Fantoches».

#### Acción Nacional
Ya egresado de la universidad, funda un movimiento electoral llamado Acción Nacional para participar en los comicios municipales, que luego se transforma en el Partido Acción Nacional (1941-45), siendo elegido diputado al Congreso por el estado Yaracuy (1941-44). Allí, como el diputado más joven, participa en los debates sobre el Tratado de Límites con Colombia y la Reforma del Código Civil. En 1945 es designado procurador general de la Nación por la Junta Revolucionaria de Gobierno que derrocara al presidente Isaías Medina Angarita y la cual encabeza Rómulo Betancourt.

#### Fundación de COPEI
El 13 de enero de 1946 funda el Comité de Organización Política Electoral Independiente (COPEI). En el acto de instalación, Caldera dice en su discurso «Queremos reforma social, la queremos; una reforma profunda, sentida y practicada por todos. Queremos paz social, esa paz que significa solidaridad, conciencia nacional, comprensión, ya que en pleito constante, infecundo, no haríamos sino acabar los pocos recursos humanos que nos quedan. Predicamos la necesidad de compactarnos, precisamente para que podamos resolver problemas que ya otros pueblos de América Latina resolvieron hace más de cincuenta años, y que nosotros, en este perpetuo tirarnos de las greñas, no hemos querido ni sabido resolver» Cuatro meses después de la fundación de COPEI, renuncia al cargo de procurador general de la Nación en una concentración  en San Cristóbal, estado Táchira, el 13 de abril de 1946, ante los ataques de que era objeto su nuevo partido político por militantes del gobierno.

#### Miembro de la Asamblea Constituyente de 1947

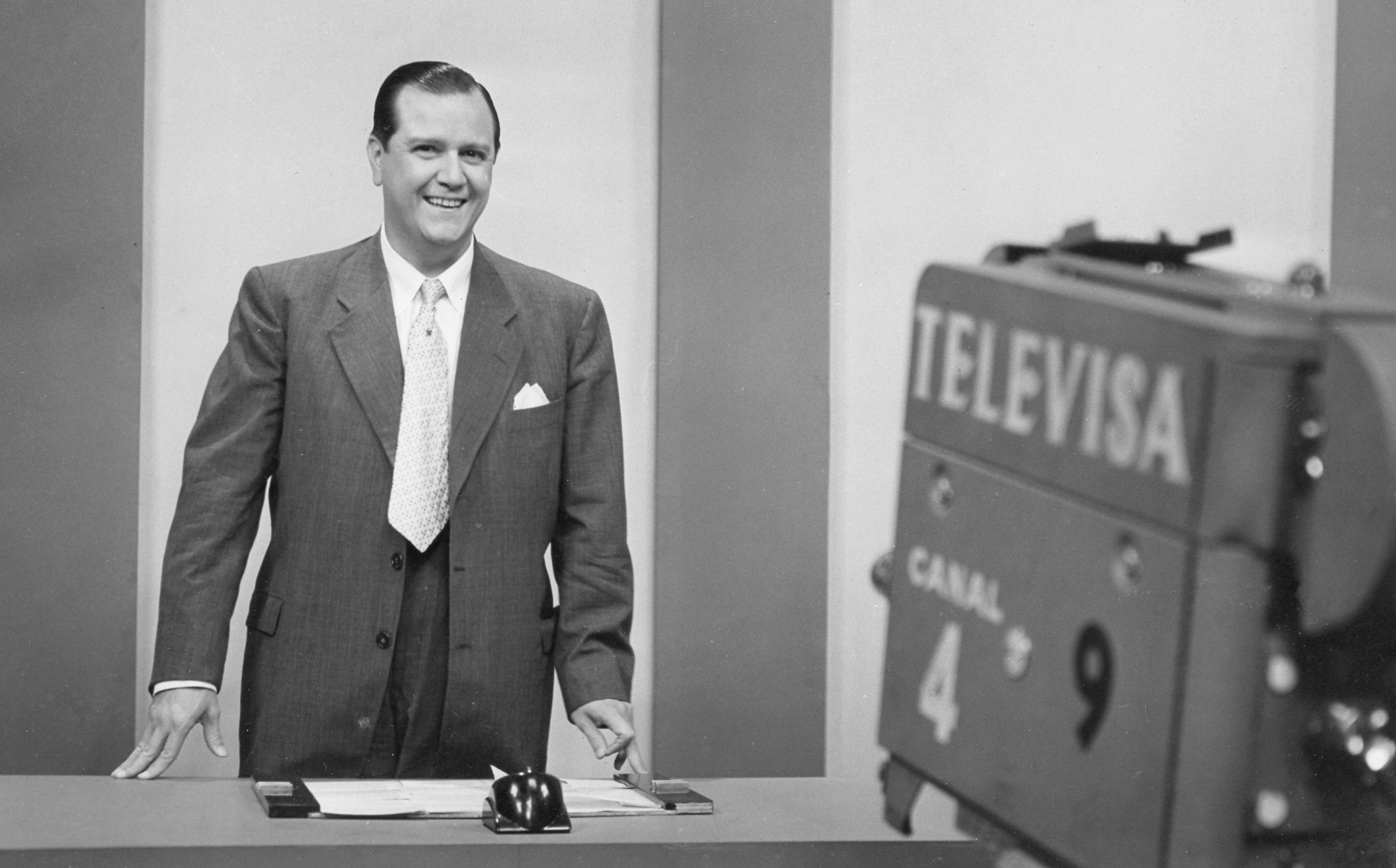
Durante la dictadura de Marcos Pérez Jiménez, le es suspendido su programa de televisión Aula de Conferencias TV, el cual era transmitido por la cadena TeleVisa.

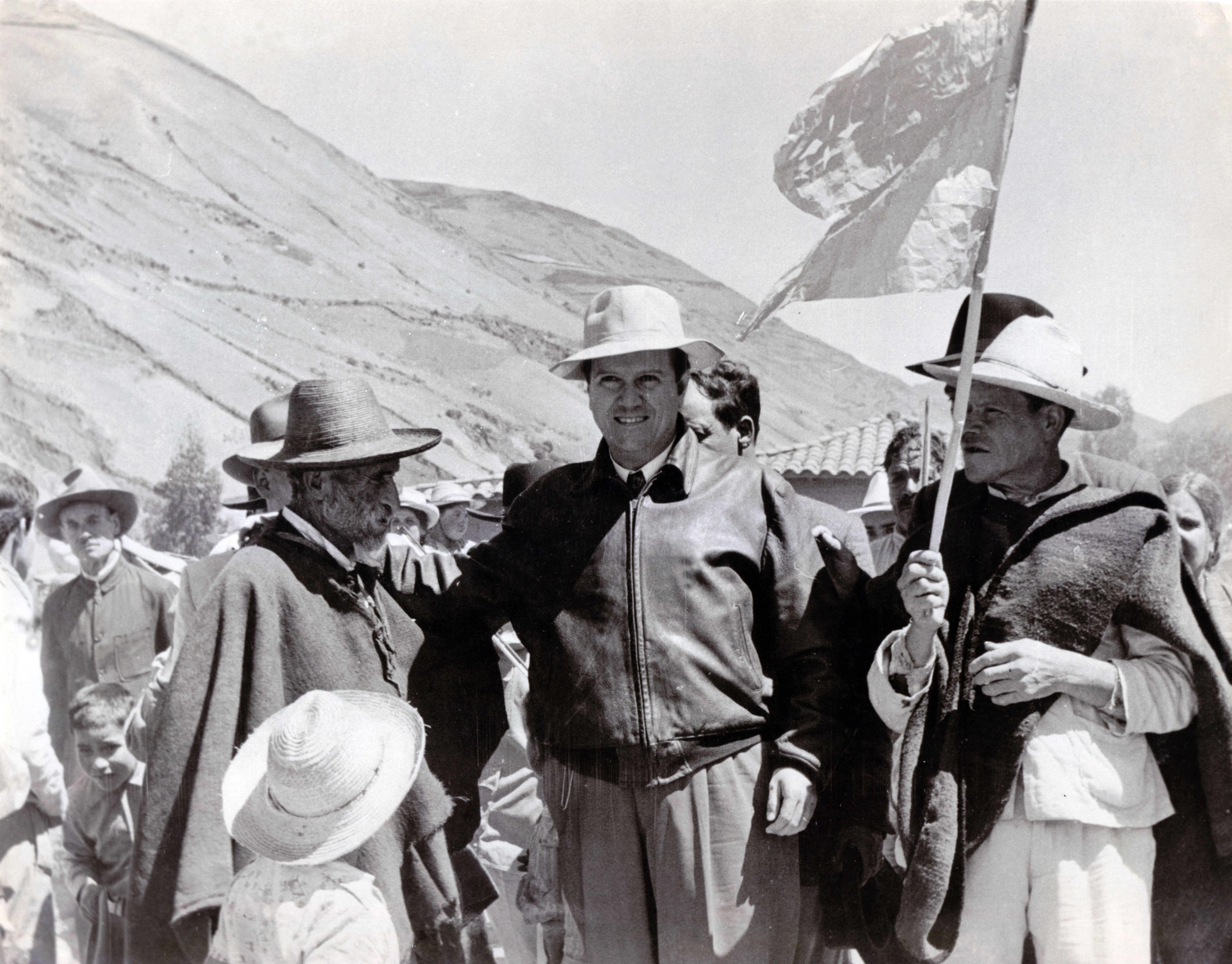
Caldera en gira por el páramo merideño, durante la campaña presidencial de 1958.

Es electo representante por el Distrito Federal ante la Asamblea Constituyente (1946-47), que preside el poeta Andrés Eloy Blanco y, como principal dirigente de la oposición, solicita en su primera intervención la trasmisión radial de los debates, lo que constituye un hecho novedoso que se transforma en un acontecimiento en el país: «Para que el pueblo venezolano, cuya es esta Asamblea que está obrando en su representación, se encuentre penetrado hondamente de lo que aquí venimos a tratar, al señor Presidente de la Asamblea Constituyente, que ha sido conmigo, desde este mismo hemiciclo, diputado de oposición, le pido que ordene administrativamente que se radio-difundan las sesiones de esta Asamblea Constituyente para que el pueblo las escuche». De su participación en esa Constituyente y su relación con Andrés Eloy Blanco, escribe un artículo a la muerte de este en el que lo llama «El amortiguador de la Constituyente».

#### Primera candidatura presidencial
A los treinta y un años, es candidato presidencial por primera vez en las elecciones en las que se anunciaba como imbatible al famoso novelista Rómulo Gallegos, quien había sido su examinador en el bachillerato. Ganará Gallegos (871 752 votos), y Caldera obtendrá el segundo lugar (262 204 votos), pero a mucha distancia del primero. Derrocado el escritor por un golpe militar, a Venezuela la preside una Junta Militar, de la cual el coronel Carlos Delgado Chalbaud es la cabeza hasta su asesinato en 1950. Luego la jefatura la asume un civil, Germán Suárez Flamerich, bajo la tutela de los coroneles Marcos Pérez Jiménez y Luis Felipe Llovera Páez. Caldera realiza una acción de resistencia cívica al régimen, en la que pide el cierre del campo de concentración de Guasina, así como el cese de las detenciones ilegales.

#### Miembro de la Asamblea Constituyente de 1952
Es electo representante a la Constituyente de 1952, convocada por el oficialismo, a la cual no asiste en señal de protesta por la expulsión de los miembros de Unión Republicana Democrática y del Partido Comunista de Venezuela.
El 15 de septiembre de ese año, en la clausura de la VI Convención Nacional de COPEI, explica: «le ponemos al Gobierno un dilema para él angustioso, pero que siempre dará que ganar a Venezuela: o le abre cauce de verdad a la expresión de la voluntad popular y rectifica…o nos persigue, nos encarcela, nos atropella y, entonces, la conciencia general se levantará más enérgica, más unánime, para repudiar al Gobierno». Es encarcelado varias veces; le  es suspendido un programa en Televisa, llamado Aula de Conferencias TV; y es expulsado de la Universidad Central de Venezuela.

#### Atentado de 1955
El 3 de agosto de 1955, agentes de la Seguridad Nacional, dirigida por Pedro Estrada, lanzan una bomba desde la calle al dormitorio de la casa de Caldera, poniendo en peligro la vida de uno de sus hijos pequeños.

#### Detención
El 20 de agosto de 1957, es encarcelado,  aislado, al ser el probable candidato unitario a las elecciones presidenciales que debían realizarse en diciembre de ese año y que Pérez Jiménez transforma en plebiscito.

#### Exilio, regreso y Pacto de Puntofijo

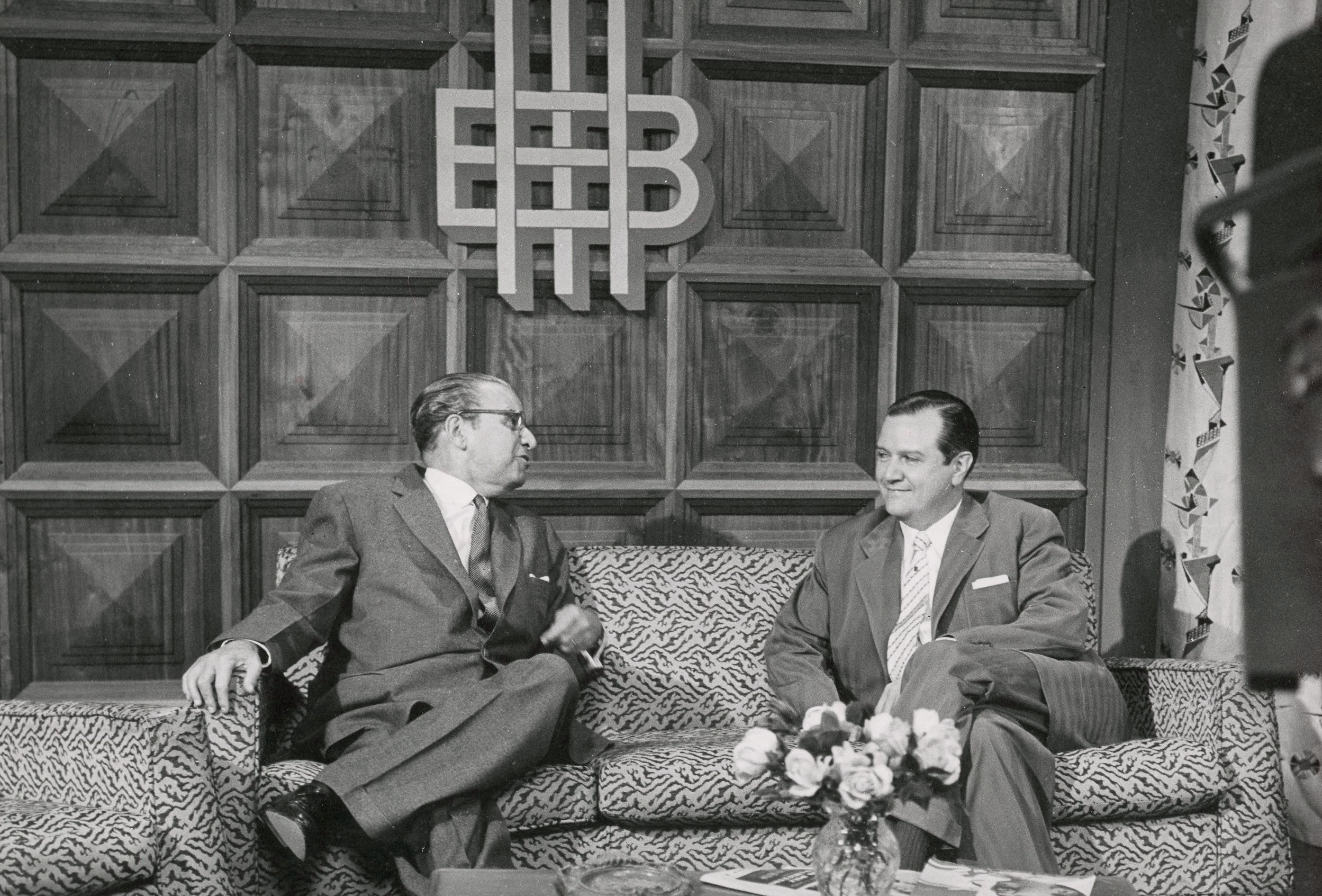
El escritor Mariano Picón Salas entrevistando a Rafael Caldera en el programa de televisión La Hora Nacional, transmitido por Radio Caracas Televisión en 1958.

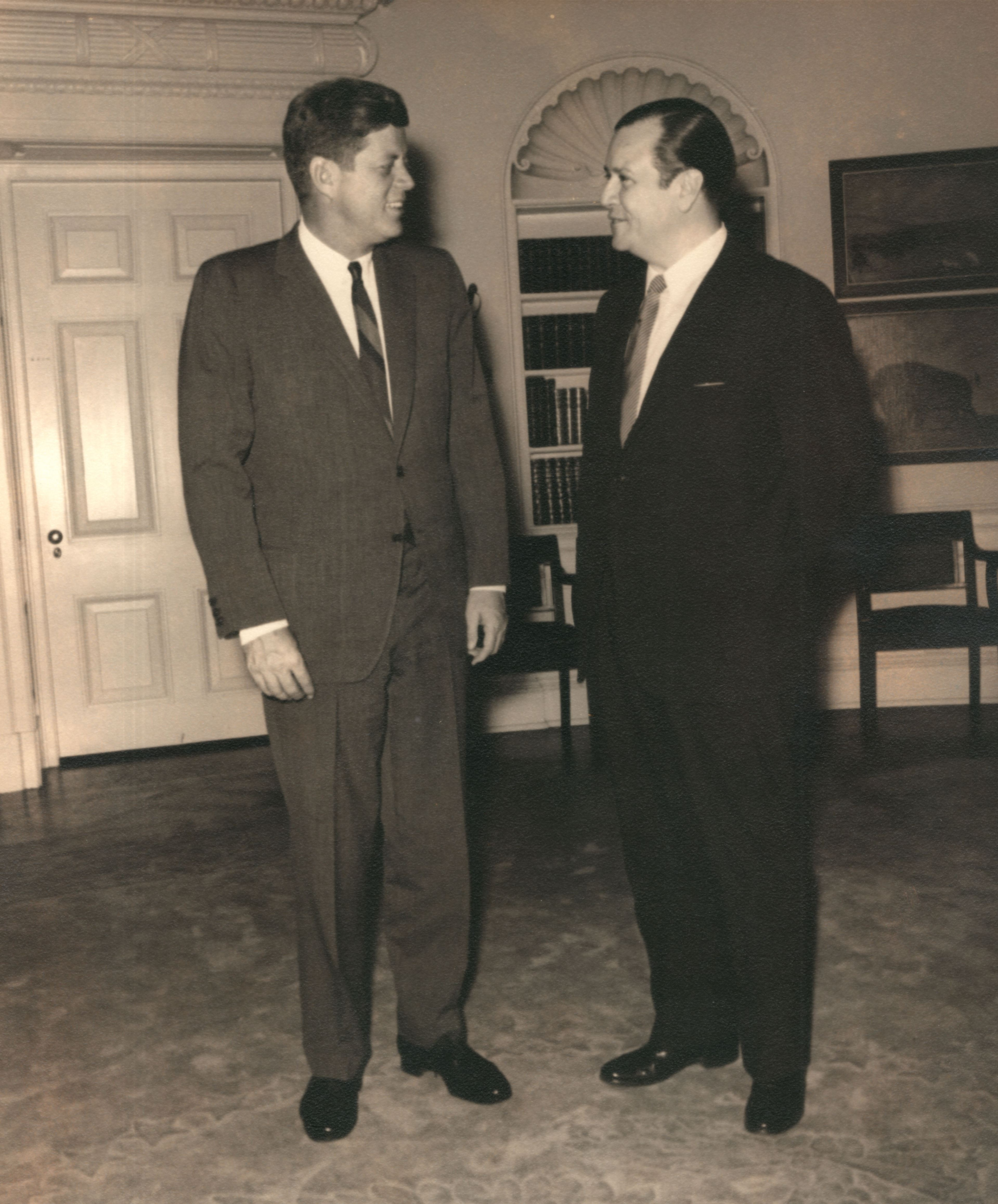
Rafael Caldera y el presidente de los Estados Unidos, John F. Kennedy, en el Despacho Oval de la Casa Blanca (1962).

Sale en enero de 1958 al exilio por pocos días, a la ciudad de Nueva York, donde es recibido por Rómulo Betancourt y Jóvito Villalba, quienes son, junto a Caldera, los líderes de la nueva democracia ante la caída el régimen de Marcos Pérez Jiménez, el 23 de enero de 1958, y habrán de suscribir, junto a sus partidos, el Pacto de Puntofijo, llamado así por los periodistas, al tomar el nombre de la casa de Caldera, donde se firmó, la Quinta Puntofijo de Caldera, ubicada en la Avenida Francisco Solano López del sector Las Delicias de Sabana Grande. Caldera es uno de los principales propiciadores y garantes del pacto. Entre mediados de 1958 y 1961 ofrece una serie de charlas televisadas en el programa «Actualidad Política» de RCTV, en los cuales aborda los temas de la unidad nacional y las candidaturas presidenciales. Por este programa recibe en febrero de 1959 el premio «Guaicaipuro de Oro», otorgado por el Círculo de Cronistas de Radio y TV.
Al no haberse logrado el consenso para un candidato unitario, su partido lo presenta por segunda vez como candidato presidencial en las elecciones de 1958, que gana Rómulo Betancourt (1 284 092 votos), seguido por Wolfgang Larrazábal (903 479 votos), y ocupando él un tercer lugar (396 293 votos). Caldera va en las listas al congreso y es electo diputado por el Distrito Federal y presidente de la cámara. En esta condición, copreside con Raúl Leoni, la «Comisión redactora de la Constitución de 1961», en cuya redacción se le atribuye un papel fundamental.
Como secretario general de COPEI (1948-1969) participa en la coalición llamada popularmente como la «guanábana» en apoyo al gobierno del presidente Betancourt, en el cual son Ministros de Fomento, Justicia y Agricultura y Cría, los socialcristianos, Lorenzo Fernández, Godofredo González y Hugo Pérez La Salvia; Andrés Aguilar, Miguel Ángel Landáez y Ezequiel Monsalve Casado; Víctor Giménez Landínez y Miguel Rodríguez Viso. Por tercera vez es candidato presidencial por su partido en las elecciones de 1963, las cuales gana el candidato de Acción Democrática, Raúl Leoni (957 574 votos), ocupando Caldera el segundo lugar (589 177 votos). Durante estos años Caldera es electo presidente de la Organización Demócrata Cristiana de América (ODCA) (1964-1968), y luego presidente de la Unión Mundial Demócrata Cristiana (1967-1968). Asimismo es uno de los artífices del inicio de actividades de la Fundación Konrad Adenauer en América Latina. Como ideólogo demócrata-cristiano, Caldera formula la tesis de la «Justicia Social Internacional», según la cual:

…la idea de justicia social ha de trasladarse al campo de las relaciones entre los pueblos; y que el sistema de los viejos tratados de comercio entre un país y otro, que suponen una igualdad aritmética («yo le garantizo a usted mercado para sus productos primarios, pero, en la medida equivalente, usted me garantiza mercado para mis productos manufactureros»), tiene que ser abandonado para establecer reglas diferenciales que impongan como obligación –no como acción meramente voluntaria o filantrópica– a los países más ricos, más poderosos o más desarrollados, mayores compromisos a favor de los pueblos más débiles, más pobres o más atrasados.

#### Candidatura presidencial de 1968
En el periodo presidencial de Leoni, su partido abandona la coalición gubernamental con una línea denominada «autonomía de acción» y como principal dirigente de la oposición es candidato presidencial por cuarta vez, logrando ser electo Presidente de la República (1 083 712 votos) por una pequeña diferencia sobre su principal contendor, Gonzalo Barrios (1 050 806 votos) de AD, al haberse producido la mayor división sufrida por este partido con la candidatura de Luis Beltrán Prieto Figueroa por un nuevo partido, el Movimiento Electoral del Pueblo (719 461 votos). Al respecto, dice el historiador Manuel Caballero que esta victoria, más allá de la «fortuna» de la división de AD: «el millón de votos que lo elevó a la Presidencia fue producto de una larga paciencia; los intereses acumulados de un capital político amasados sin ceder a la tentación de especular en la Bolsa».

## Primera presidencia (1969-1974)

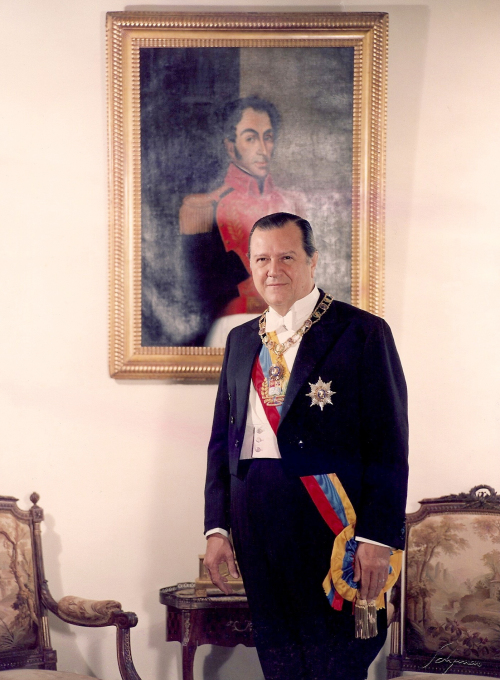
Rafael Caldera en la Residencia Oficial de La Casona, 1969.

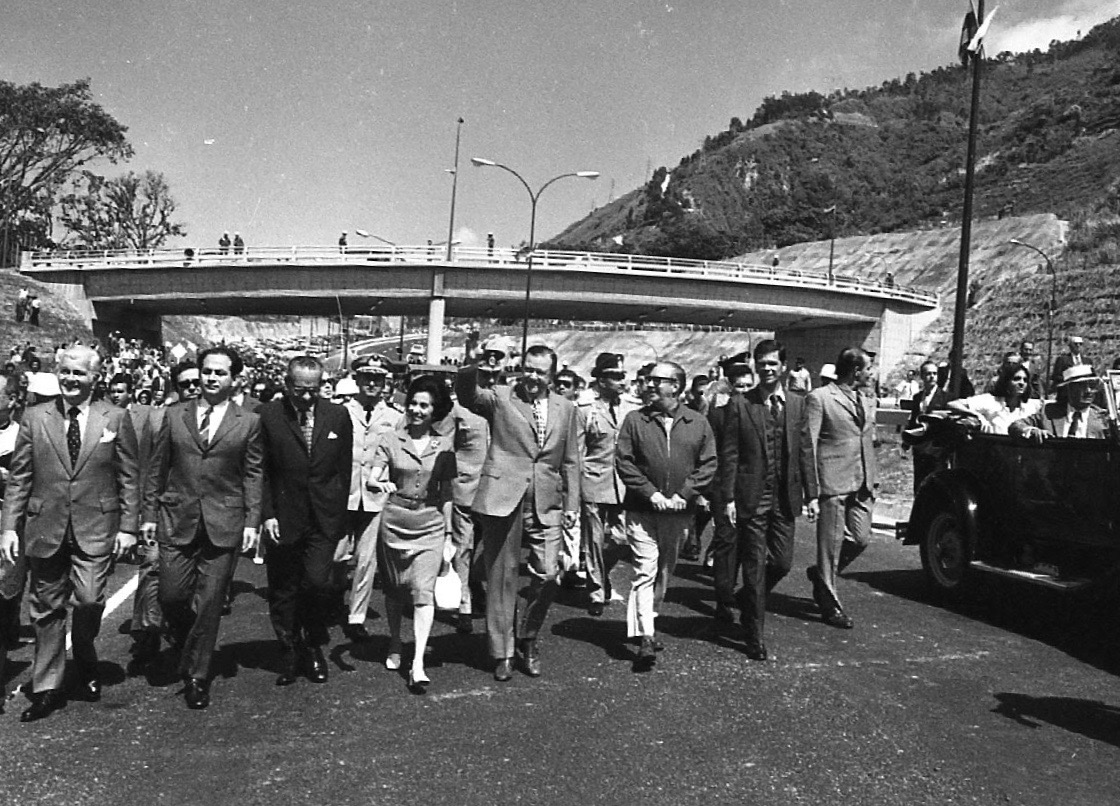
Inauguración de uno de los tramos de la Avenida Boyacá (Cota Mil) de Caracas, 1971.

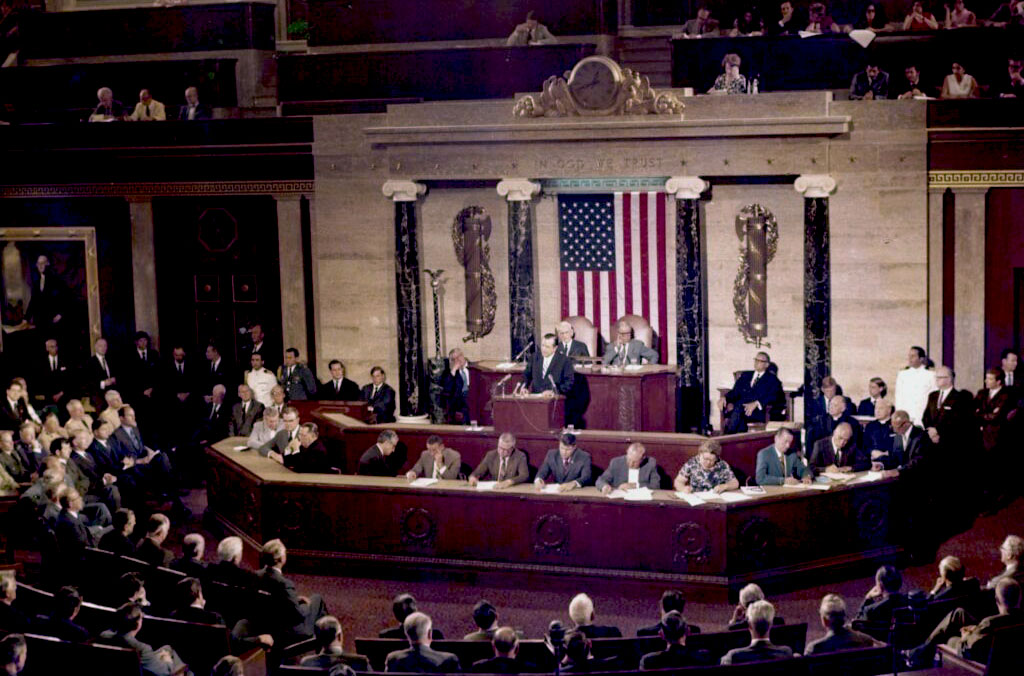
El 3 de junio de 1970, durante su visita oficial a los Estados Unidos, Rafael Caldera dirigió un discurso en inglés ante el pleno del congreso de ese país.

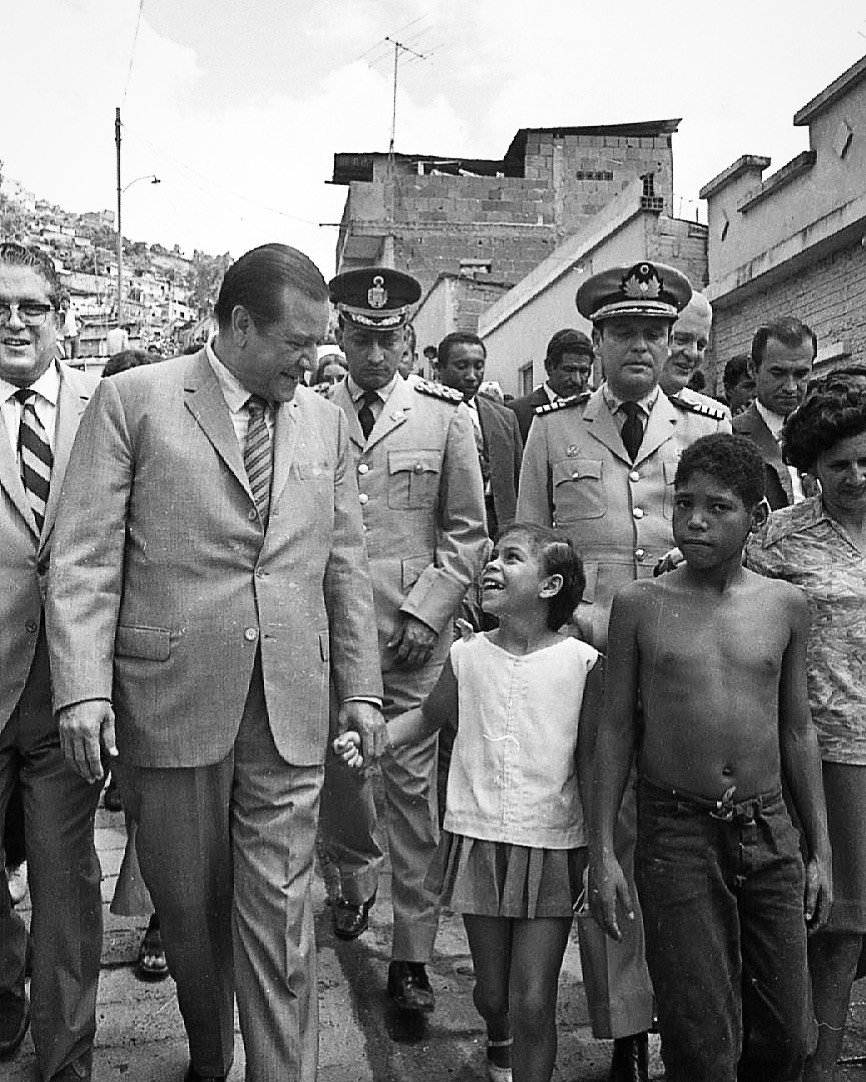
El presidente Caldera durante una visita a la Parroquia Macarao en Caracas, 1970.

Rafael Caldera hace historia al ser el primer venezolano de un partido de oposición en asumir el gobierno constitucional de manera pacífica y democrática y, además, en tener que gobernar en minoría parlamentaria, al contar con 28% de los escaños de la Cámara de Diputados y 31% en el Senado. También hace historia COPEI al ser el único partido en Venezuela en llegar al poder «sin el afago de la violencia».
Durante su gobierno son pacificados los guerrilleros que se mantenían todavía alzados en armas e incorporados a la vida democrática, al punto de que son legalizados sus partidos y participan libremente en las elecciones de 1973. Por primera vez en cinco años no se produce un acuartelamiento ni alzamiento militar. En el aspecto internacional, abandona la Doctrina Betancourt y bajo la tesis de la «solidaridad pluralista» y la «justicia social internacional» establece relaciones con todos los países, incluyendo China, la Unión Soviética, y comienza la distensión de las relaciones con Cuba. De la misma manera, se inicia una mayor atención a las relaciones con los países africanos y el apoyo al llamado «Tercer mundo». En 1970 Venezuela asiste como observadora a la tercera conferencia del Movimiento de Países No Alineados, en Zambia. Asimismo se da mayor preponderancia a la presencia e influencia venezolana en el Caribe.
En esta gestión se denuncia el tratado comercial con los Estados Unidos; se firma el Protocolo de Puerto España, que abre un compás de espera por doce años en las negociaciones entre Venezuela y Guyana sobre el territorio Esequibo; y se ingresa definitivamente al Pacto Andino.

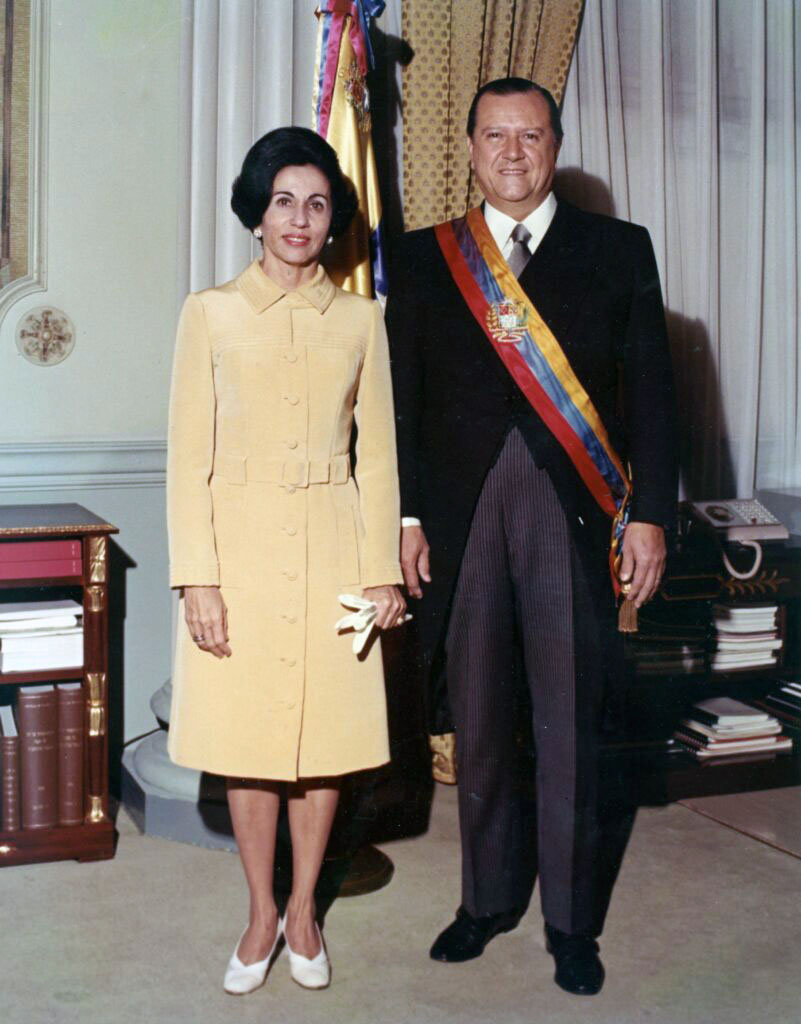
Pareja presidencial 1969-1974.

En materia económica, aumenta la participación fiscal en el negocio petrolero; nacionaliza el gas y adelanta la reversión de los bienes de la industria petrolera, lo que facilita posteriormente su nacionalización. Inaugura el Complejo Petroquímico de El Tablazo. Venezuela tiene un crecimiento promedio del 5% en el periodo constitucional (con picos de 7.6% en 1970 y 6.9% en 1973) y una inflación promedio de 3.3% anual.
Revalúa dos veces el bolívar, en acuerdo con el Banco Central de Venezuela, llevándolo a 4.30 por dólar, lo que es criticado por algunos sectores empresariales. Pone en vigencia la Ley de carrera administrativa e impulsa la descentralización con la creación de ocho regiones administrativas y las correspondientes corporaciones de desarrollo y el programa llamado La Conquista del Sur para el sur del estado Bolívar, el Distrito Páez del estado Apure y el entonces Territorio Federal Amazonas.
Sus prioridades son la educación y la vivienda. En materia educativa implementa el ciclo básico y diversificado en educación media, institucionaliza las comunidades educativas, regionaliza las políticas y crea los Colegios Universitarios e Institutos Universitarios de Tecnología. Duplica el número de Institutos de educación media y triplica el número de institutos de educación superior, entre los cuales están la Universidad Simón Bolívar, la Universidad Simón Rodríguez, la Universidad del Táchira y el Instituto de Altos Estudios de la Defensa Nacional. En materia de vivienda, su consigna de la campaña electoral de «cien mil casas por año» no puede alcanzarse sino en el último año de su gobierno, por la participación del sector privado, ya que el congreso se negó a financiar el proyecto. Lo mismo ocurrió con el plan de equipamiento de barrios y la Secretaría de Promoción Popular, programas novedosos que pretendió poner en marcha a nivel nacional. «En 1973, se llegó a la cifra récord de 108.000 unidades construidas en un año, para totalizar la cantidad de 291.233 en el periodo, lo cual equivale a 5,43 unidades de vivienda por cada mil habitantes».

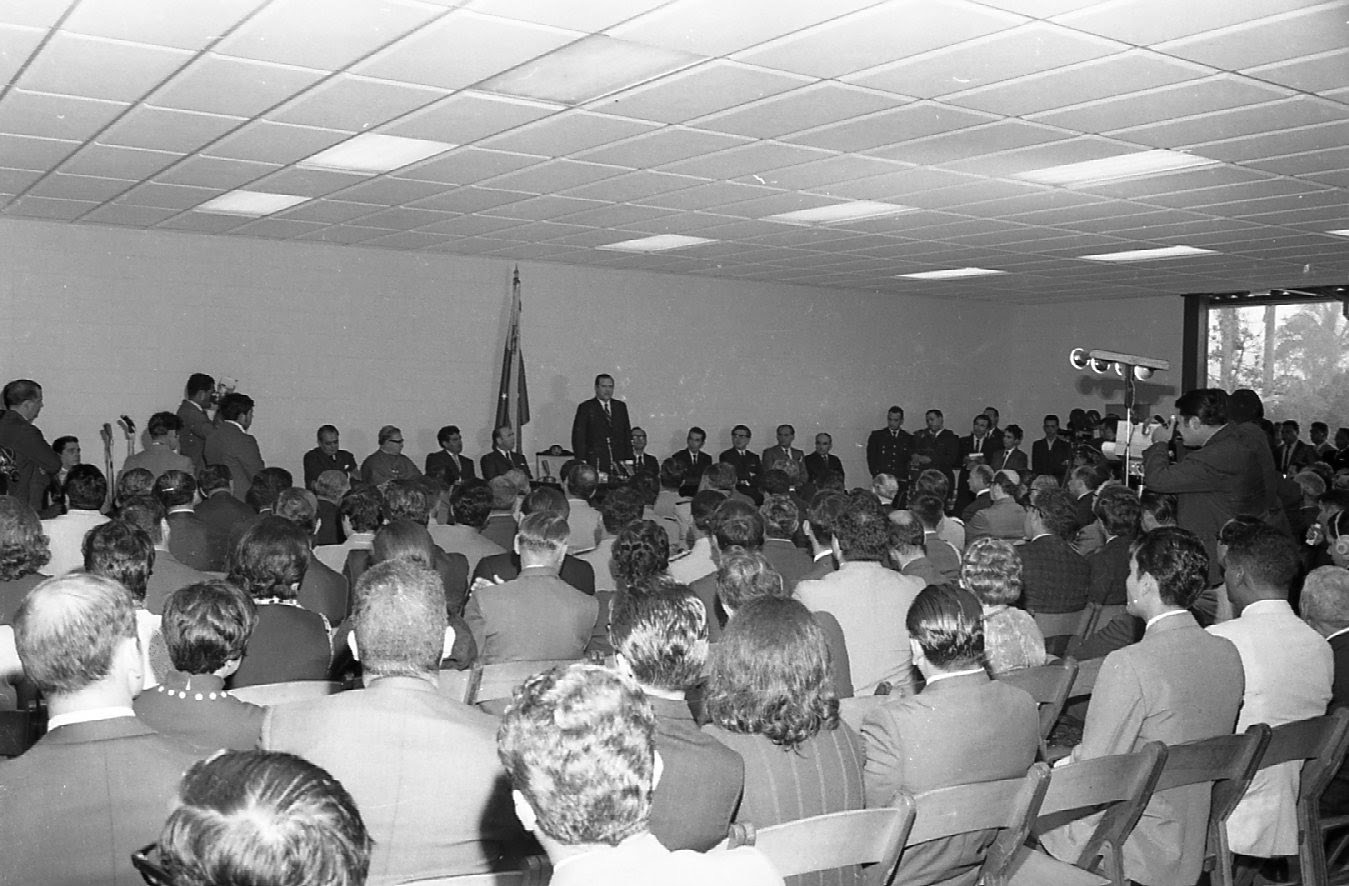
Discurso inaugural de la Universidad Simón Bolívar, el 19 de enero de 1970.

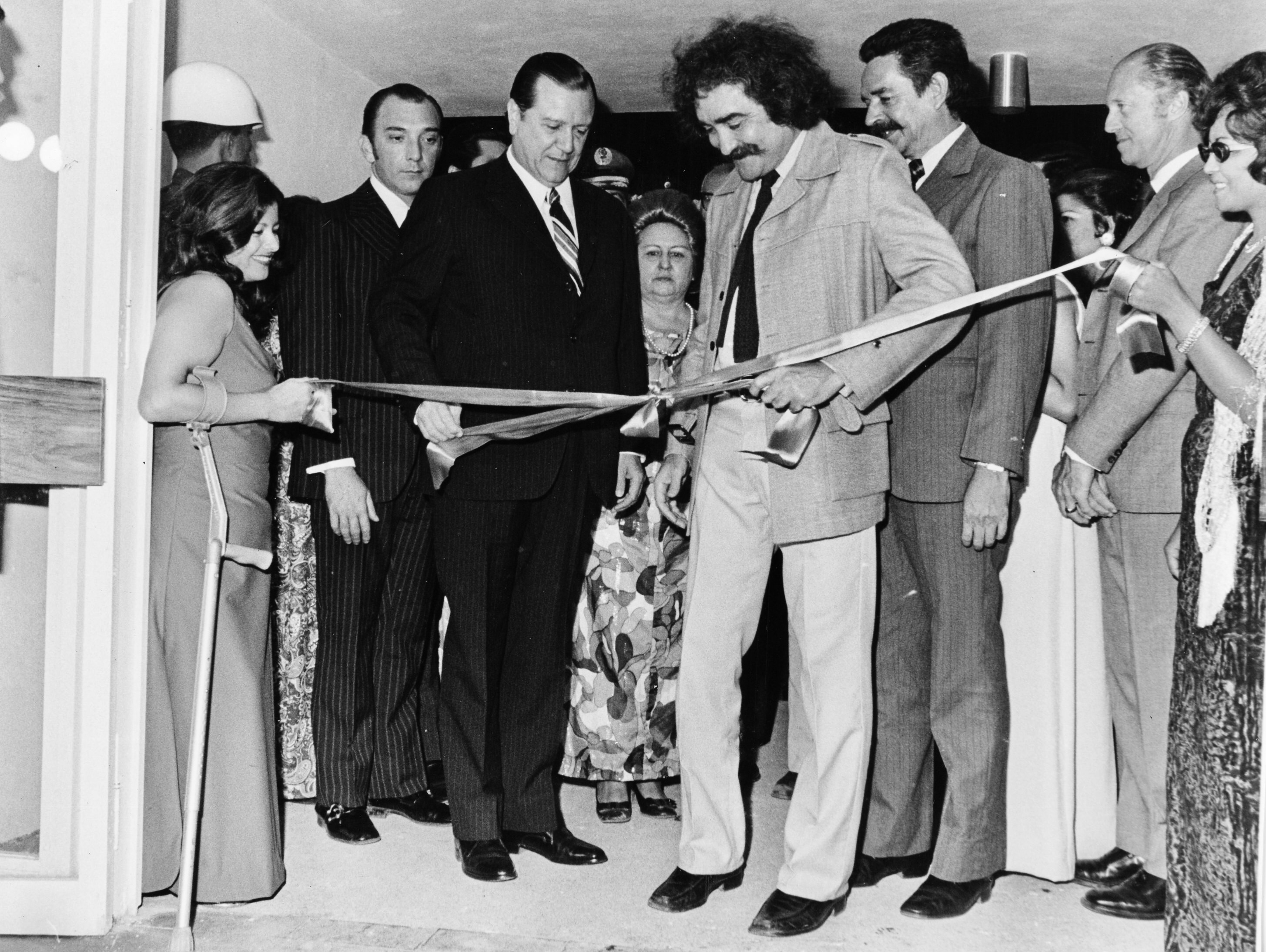
Rafael Caldera junto a Jesús Soto, en la inauguración del Museo de Arte Moderno de Ciudad Bolívar, el 25 de agosto de 1973.

En materia de infraestructura y vialidad, se construyeron y pusieron en servicio obras como el Poliedro de Caracas, el Parque Central, los edificios del Ministerio de Educación, de los Tribunales de la República y del Banco Central de Venezuela; el Museo de Arte Contemporáneo y la Sala Ríos Reyna del Complejo Cultural Teresa Carreño en Caracas, el Teatro de Bellas Artes en Maracaibo y el Museo Soto de Ciudad Bolívar; los hospitales generales de Maracay, Coro, Mérida, San Carlos, Valle de La Pascua, Chiquinquirá en Maracaibo y Miguel Pérez Carreño y Los Magallanes de Catia en Caracas; la prolongación de la Avenida Boyacá o Cota Mil, de La Castellana a la Urbina y su enlace con la Autopista Francisco Fajardo, en la cual se construyó su segundo piso, el Distribuidor El Ciempiés, el Distribuidor Baralt, el tramo La Araña-Caricuao y la Autopista Prados del Este-La Trinidad; autopistas como Barquisimeto-Yaritagua, Valencia-Campo de Carabobo y Barcelona-Crucero de Maturín; avenidas como la José Antonio Páez en San Felipe, La Limpia y Padilla en Maracaibo, Libertador en Acarigua, Los Leones en Barquisimeto, Leonardo Ruiz Pineda en Coro, Andrés Bello en Mérida, Isaías Medina Angarita en San Cristóbal, Constitución en Puerto La Cruz y Porlamar-El Valle en Nueva Esparta; los aeropuertos La Chinita en Maracaibo, Santiago Mariño en Porlamar y Las Piedras en Paraguaná; El Complejo Turístico El Morro en Puerto La Cruz; la Zona Protectora de Caracas y los canales de alivio de los ríos Neverí, en Barcelona y Manzanares, en Cumaná; la represas José Antonio Páez en Mérida y las fases tres y cuatro del Guri, en Guayana, entre otras.
La primera dama, Alicia Pietri de Caldera, preside la Fundación Festival del Niño y realiza programas como el Plan Vacacional, el programa de televisión Sopotocientos, los libros de Páginas para imaginar, los parques de bolsillo, las mini-canchas de béisbol, la semana de arte y cultura, el día del niño hospitalizado y otros.
Al terminar su gobierno, decreta el nuevo reglamento de la Ley del Trabajo, mediante el cual incorpora a los trabajadores del campo a la protección de la ley y se realiza una rectificación de límites con el Brasil que aumenta la superficie del territorio nacional de 912 050 a 916 445 km². Igualmente, al finalizar su gobierno, se produce un aumento de los precios del petróleo que generan para Venezuela recursos extraordinarios por un monto mayor a toda la deuda interna y externa contraída hasta ese momento por el país. En palabras del historiador Manuel Caballero, en su Historia de los venezolanos en el siglo XX (2010), sobre el paso de Caldera por la presidencia «hay dos aspectos que asentarán y ampliarán su prestigio: el aporte que su manera de ser dará a la majestad institucional del Estado y, como parte de eso, la pulcritud en el manejo de los dineros públicos».
Su sucesor, quien había sido secretario general del principal partido de oposición, dice al jurar el cargo: «Continuaré las obras del gobierno saliente que hoy me entrega con sus manos limpias el ilustre venezolano Rafael Caldera».

### Gabinete ministerial

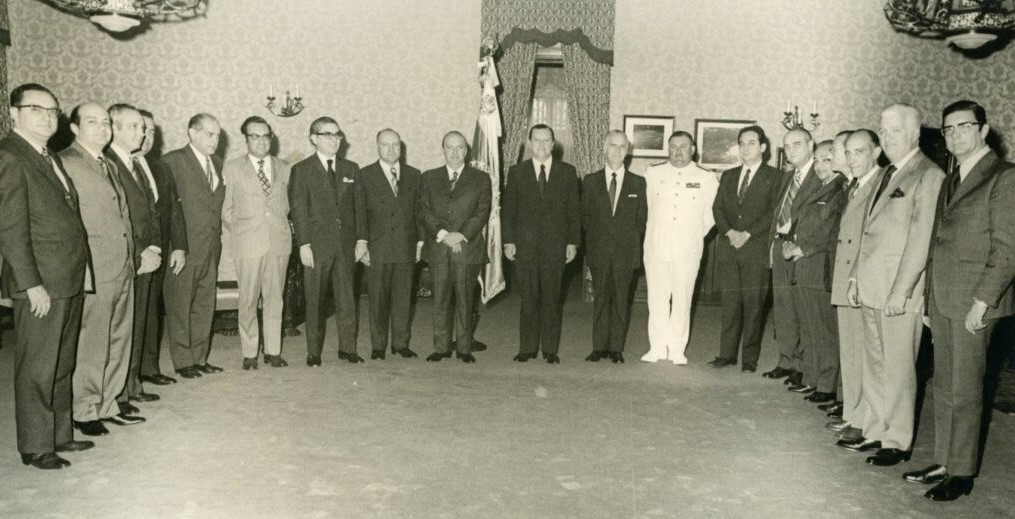
Gabinete ministerial de Caldera en 1972.

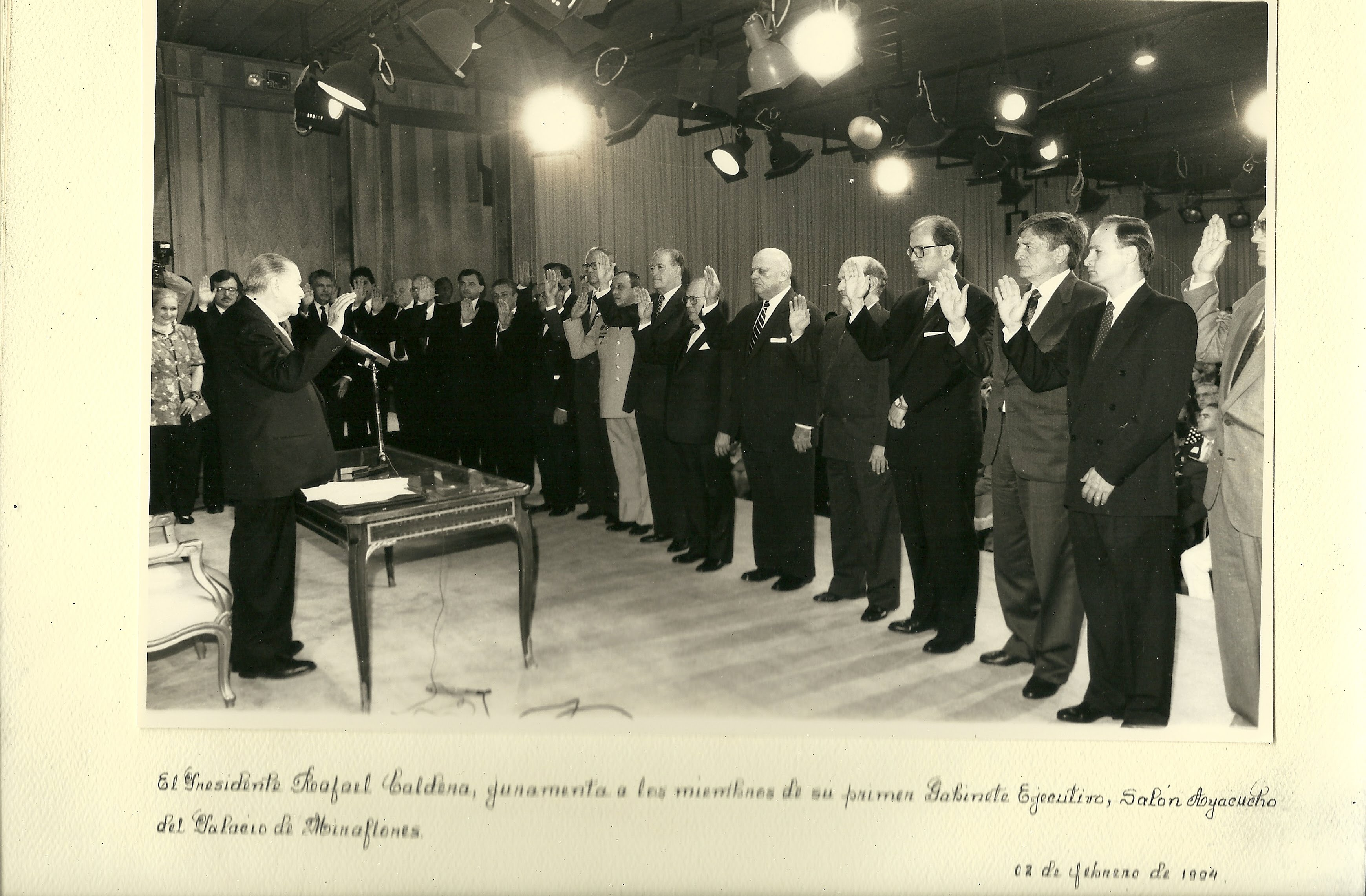
Juramentación del primer gabinete ministerial en 1994.

| Gabinete ministerial (1969-1974) | Gabinete ministerial (1969-1974) | Gabinete ministerial (1969-1974) |
| -------------------------------- | -------------------------------- | -------------------------------- |
| Ministerio                       | Nombre                           | Periodo                          |
| Relaciones Interiores            | Lorenzo Fernández                | 1969–1972                        |
| Relaciones Interiores            | Nectario Andrade Labarca         | 1972–1974                        |
| Relaciones Exteriores            | Arístides Calvani                | 1969–1974                        |
| Hacienda                         | Pedro Tinoco                     | 1969–1972                        |
| Hacienda                         | Luis Enrique Oberto              | 1972–1974                        |
| Defensa                          | Martín García Villasmil          | 1969–1971                        |
| Defensa                          | Jesús Carbonell Izquierdo        | 1971–1972                        |
| Defensa                          | Gustavo Pardi Dávila             | 1972–1974                        |
| Fomento                          | Haydée Castillo                  | 1969–1971                        |
| Fomento                          | Héctor Hernández Carabaño        | 1971–1974                        |
| Obras Públicas                   | José Curiel                      | 1969–1974                        |
| Educación                        | Héctor Hernández Carabaño        | 1969–1971                        |
| Educación                        | Enrique Pérez Olivares           | 1971–1974                        |
| Justicia                         | Nectario Andrade Labarca         | 1969–1970                        |
| Justicia                         | Orlando Tovar Tamayo             | 1970–1971                        |
| Justicia                         | Edilberto Escalante              | 1971–1974                        |
| Minas e Hidrocarburos            | Hugo Pérez La Salvia             | 1969–1974                        |
| Trabajo                          | Alfredo Tarre Murzi              | 1969–1970                        |
| Trabajo                          | Nectario Andrade Labarca         | 1970–1972                        |
| Trabajo                          | Alberto Martini Urdaneta         | 1972–1974                        |
| Comunicaciones                   | Ramón J. Velásquez               | 1969–1971                        |
| Comunicaciones                   | Enrique Bustamante Luciani       | 1971–1974                        |
| Agricultura                      | Jesús López Luque                | 1969–1971                        |
| Agricultura                      | Daniel Scott Cuervo              | 1971–1972                        |
| Agricultura                      | Miguel Rodríguez Viso            | 1972–1974                        |
| Sanidad y Asistencia Social      | Lisandro Latuff                  | 1969–1970                        |
| Sanidad y Asistencia Social      | José de Jesús Mayz Lyon          | 1970–1974                        |
| Secretario de la Presidencia     | Luis Alberto Machado             | 1969–1974                        |
| Cordiplan                        | Luis Enrique Oberto              | 1969–1972                        |
| Cordiplan                        | Antonio Casas González           | 1972–1974                        |

## Senador vitalicio

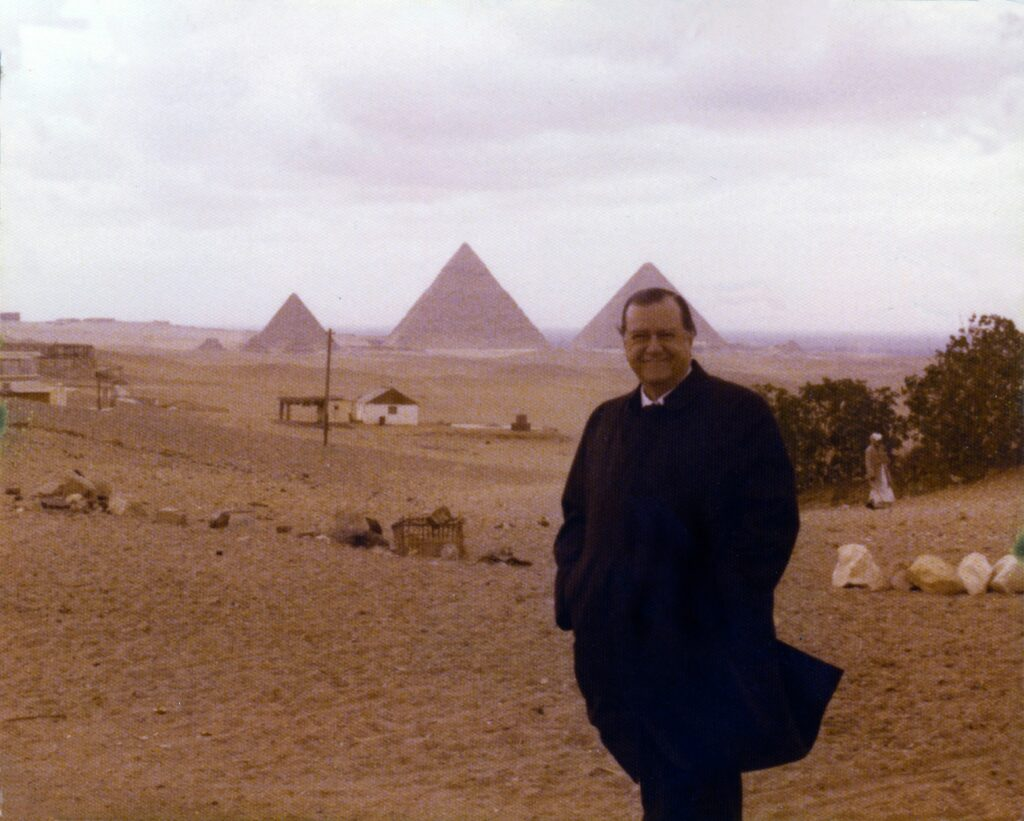
Rafael Caldera durante una visita a Egipto, 1976.

En 1974 se incorpora al Congreso como senador vitalicio y anuncia que solo participará en debates de alto interés nacional, lo que hace en 1975, en la discusión de la Ley de Nacionalización de la Industria Petrolera; en 1977, en la discusión de la Ley de Régimen Municipal; y en 1978, para responder al mensaje del presidente Pérez, en el cual había hecho un balance de su gestión de cuatro años. 
Ese año, participa en la campaña presidencial del candidato de su partido, Luis Herrera Campíns (quien resulta vencedor), acompañándolo en manifestaciones, apoyándolo en cuñas de televisión, después de haber sido el presentador de su candidatura durante el I Congreso Socialcristiano Nacional, el 18 de agosto de 1977, en el Poliedro de Caracas.
En julio de 1979 es electo presidente del Congreso Mundial de Reforma Agraria celebrado en Roma y, en septiembre, presidente para un periodo de tres años (1979-1982) de la Unión Interparlamentaria Mundial.
En 1980 es designado presidente de la «Comisión para la creación de la Universidad para la Paz» por el secretario general de las Naciones Unidas, Kurt Waldheim. En 1983 es electo en el Congreso Presidencial Socialcristiano candidato por el partido COPEI  para las elecciones de diciembre de ese año, en las que resulta ganador el candidato del partido Acción Democrática (AD) Jaime Lusinchi (3 773 731 votos), ocupando el segundo lugar (2 298 176 votos).

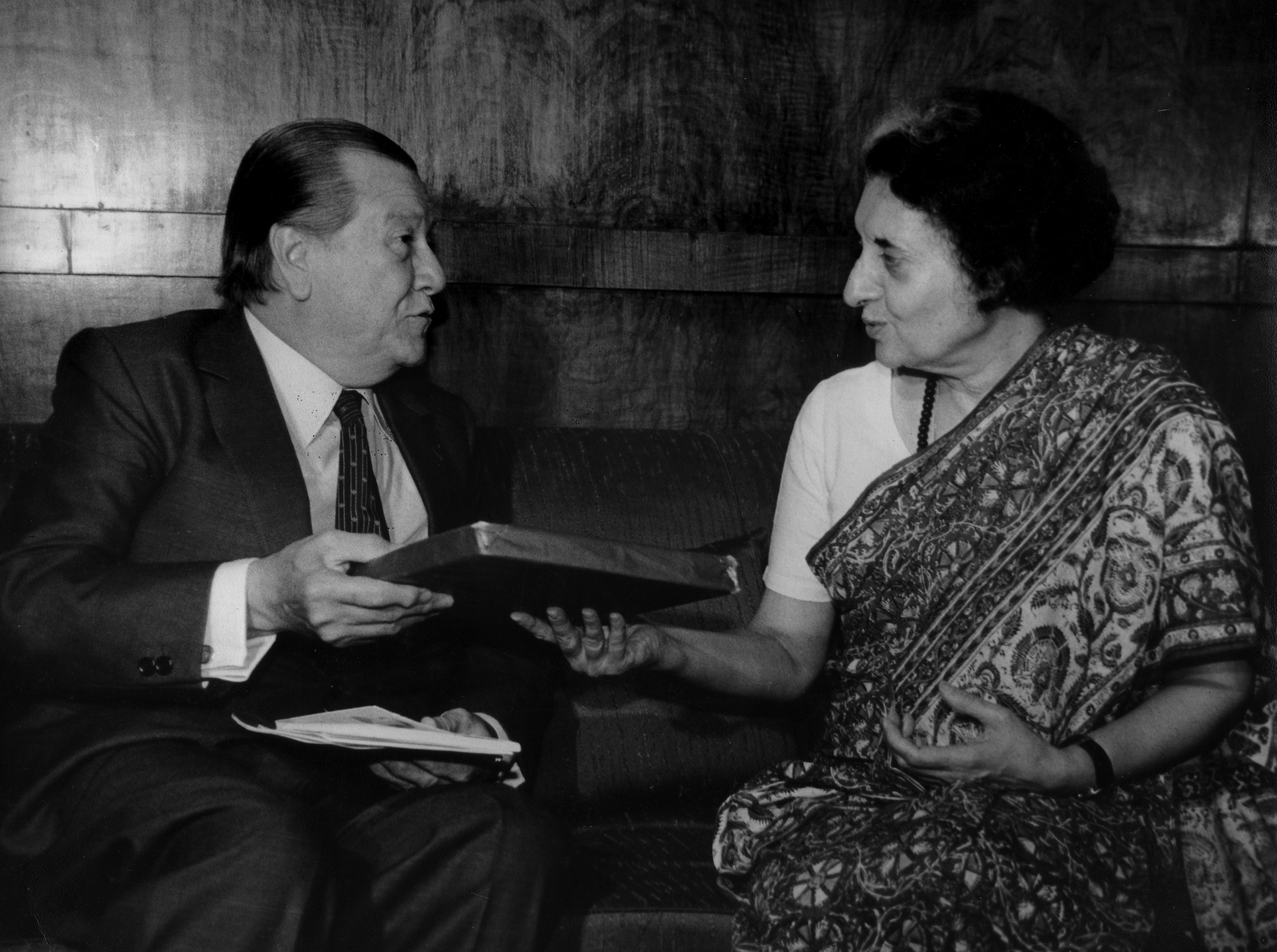
Rafael Caldera junto a la primera ministra de la India Indira Gandhi, el 26 de abril de 1982.

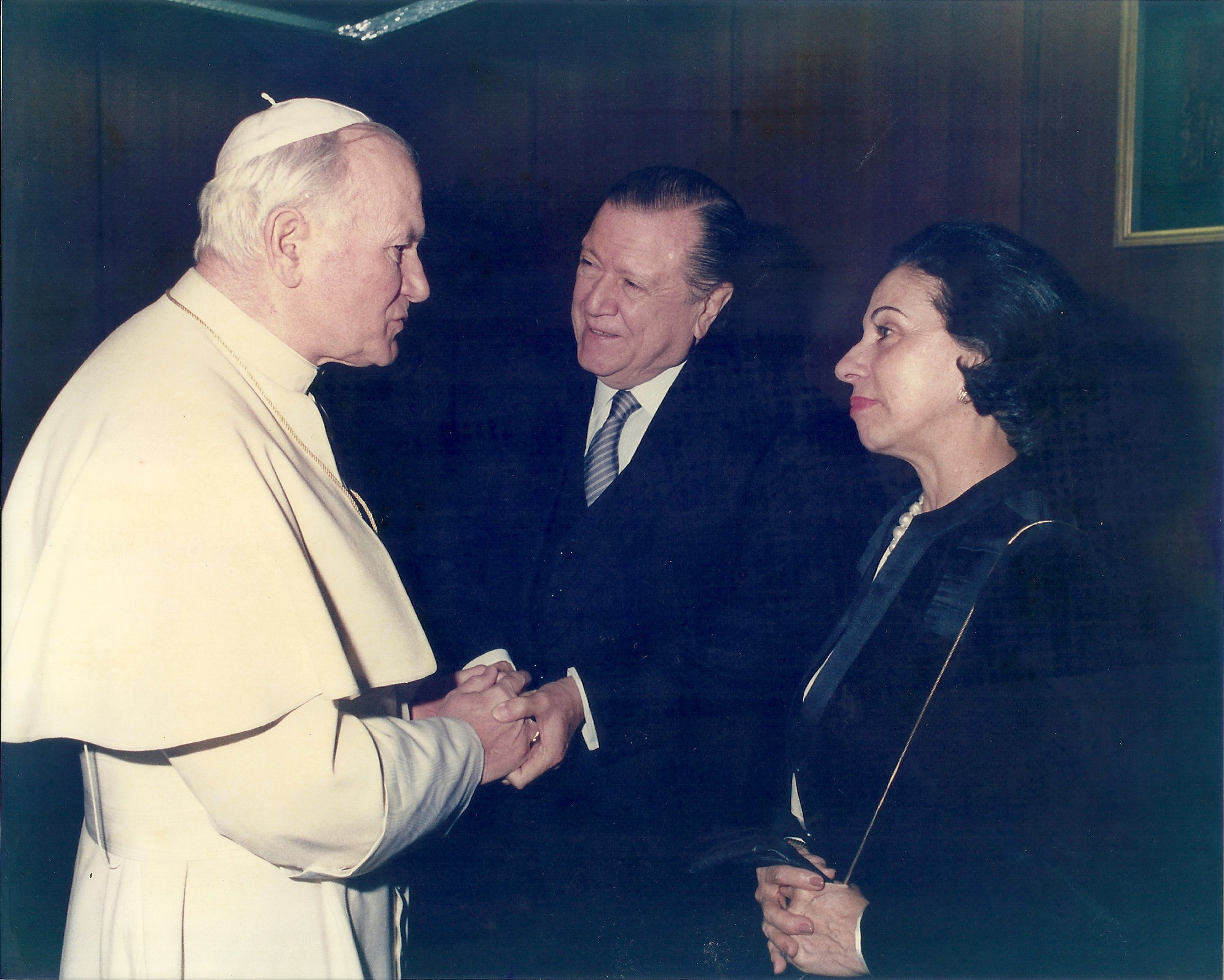
En 1987 Caldera fue invitado por el papa Juan Pablo II, a dar el discurso por la conmemoración de los veinte años de la Encíclica Populorum progressio, ante el Colegio Cardenalicio en Roma.

En 1985 es designado presidente de la «Comisión Bicameral para la Reforma de la Ley del Trabajo», cuyo proyecto presenta en 1989 y es aprobado a finales de 1990. En junio de 1989, preside la «Comisión Bicameral para la Reforma de la Constitución», cuyo proyecto presenta 1992. El mismo es aprobado en primera y segunda discusión en la Cámara de Diputados y en primera discusión en el Senado pero, reiniciada su discusión en el nuevo periodo de sesiones parlamentarias 1994-1999, no es aprobado. El proyecto pretendía ampliar la participación ciudadana con nuevas instituciones como los referéndums revocatorio, aprobatorio, consultivo y abrogatorio; la creación de nuevas figuras como las del primer ministro y el defensor del Pueblo; y la reforma del Poder Judicial.
En 1987 intenta ser el candidato presidencial de su partido COPEI, pero pierde la nominación ante su delfín político, Eduardo Fernández  y pasa a lo que denomina «la reserva», absteniéndose de participar en el debate electoral de la campaña presidencial de 1988. En palabras del profesor universitario y académico Juan Carlos Rey: 

Aunque, al principio, muchos pudieron creer que se trataba solo de una disputa por la candidatura presidencial y por el control del partido, el desarrollo posterior de los acontecimientos indica que en realidad se trata de una diferencia mucho más profunda, y que tampoco se reduce a una cuestión de «estilo político», pues envuelve divergencias fundamentales acerca de las bases filosóficas y doctrinarias de un partido que aspire a seguir siendo socialcristiano.

### Discurso ante el Congreso Nacional en 1992

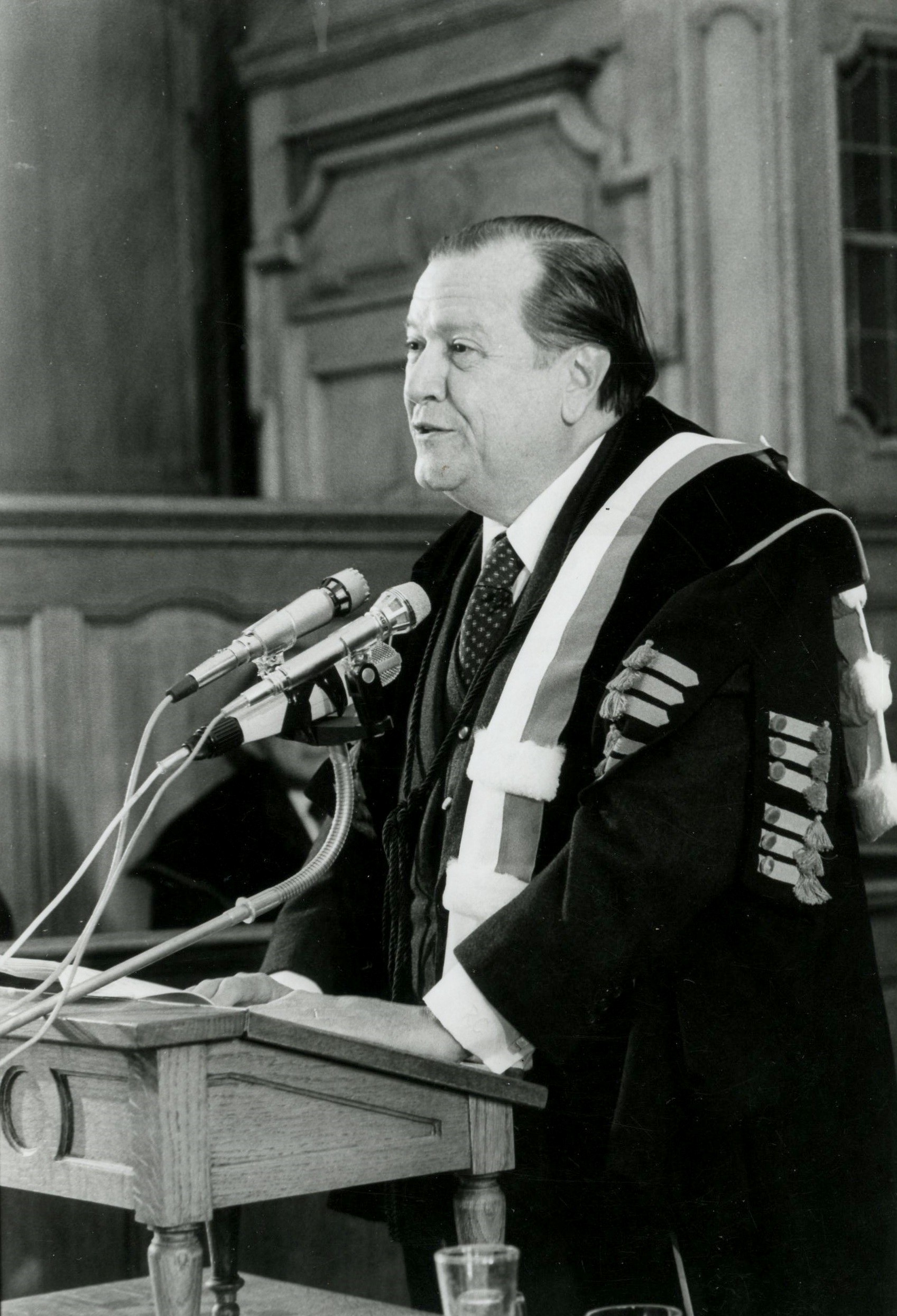
Rafael Caldera al recibir el doctorado honoris causa de la Universidad de Lovaina, 2 de febrero de 1979.

El 1 de marzo de 1989 y el 4 de febrero de 1992, como senador vitalicio, utiliza la tribuna de oradores del Congreso para referirse a los hechos del Caracazo y del 4F, en discursos que son recogidos y difundidos ampliamente y sobre los cuales diría el filósofo Luis Castro Leiva: «Nunca antes en su pasado reciente había la República solicitado tanto de una voz y obtenido tanto a cambio». En sus discursos, Caldera ratifica su posición contraria a las políticas neoliberales surgidas del Consenso de Washington, al cuestionar las medidas conocidas como «el paquete económico» del presidente Carlos Andrés Pérez, quien había sido elegido por segunda vez para ocupar la presidencia. 
Sobre las palabras de 1992, igualmente se creará una corriente crítica que las acusa de ser «un discurso absolutamente oportunista» para catapultar su campaña electoral de 1993, como afirmara años después el dirigente político de Acción Democrática, Octavio Lepage. En una larga entrevista, publicada como libro, hecha por el periodista Ramón Hernández al historiador Germán Carrera Damas, este acusa a Caldera de «oportunismo político, no de inconsecuencia ideológica». También afirma que «Caldera tiene el raro mérito de haber destruido su obra».
Semanas después del Caracazo, Caldera acompaña a Pérez a una reunión en Atlanta, en la cual participa el Secretario de Estado de los Estados Unidos, James Baker, sobre la deuda externa, tema sobre el cual Caldera venía haciendo observaciones y reclamos en diferentes escenarios internacionales.

### Campaña presidencial
En 1993 se presenta nuevamente como candidato presidencial por un grupo de partidos, conocidos como el Chiripero y una nueva agrupación política formada por socialcristianos denominada Convergencia, la cual coordina su hijo Juan José. Por este motivo, el Comité Nacional de su partido COPEI, aprobó su exclusión, con el voto salvado del expresidente Luis Herrera Campíns.
Más allá de los conflictos personales o generacionales, existe una corriente argumentativa que explica el retorno de Caldera por el auge de un materialismo e individualismo nocivo para la democracia venezolana y por la mellada confianza en la probidad de la élite política. Es electo nuevamente Presidente con una ventaja de casi cuatrocientos mil votos (1 710 722 votos) sobre su principal contendor, Claudio Fermín (1 326 287 votos), en una elección donde por primera vez aparece significativamente el fenómeno de la abstención en Venezuela (39.84%).

## Segunda presidencia (1994-1999)

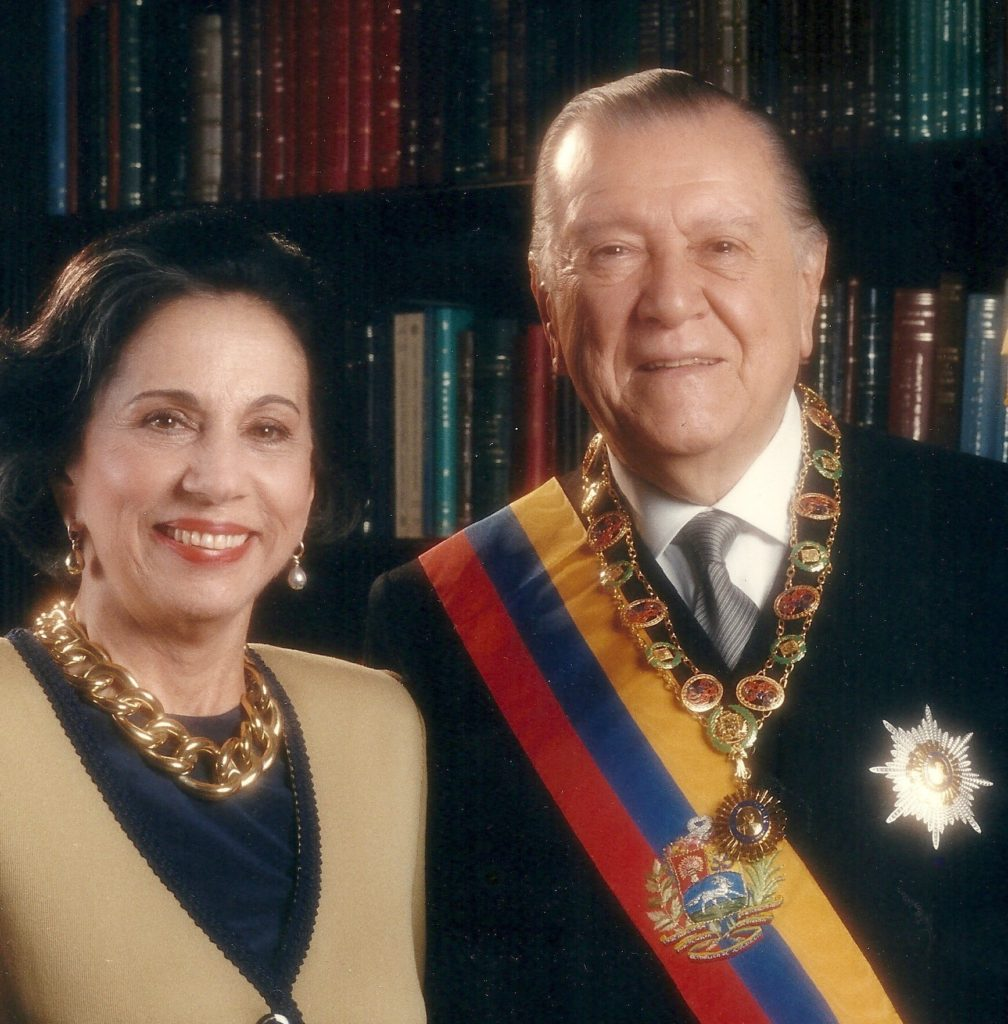
Pareja presidencial 1994-1999.

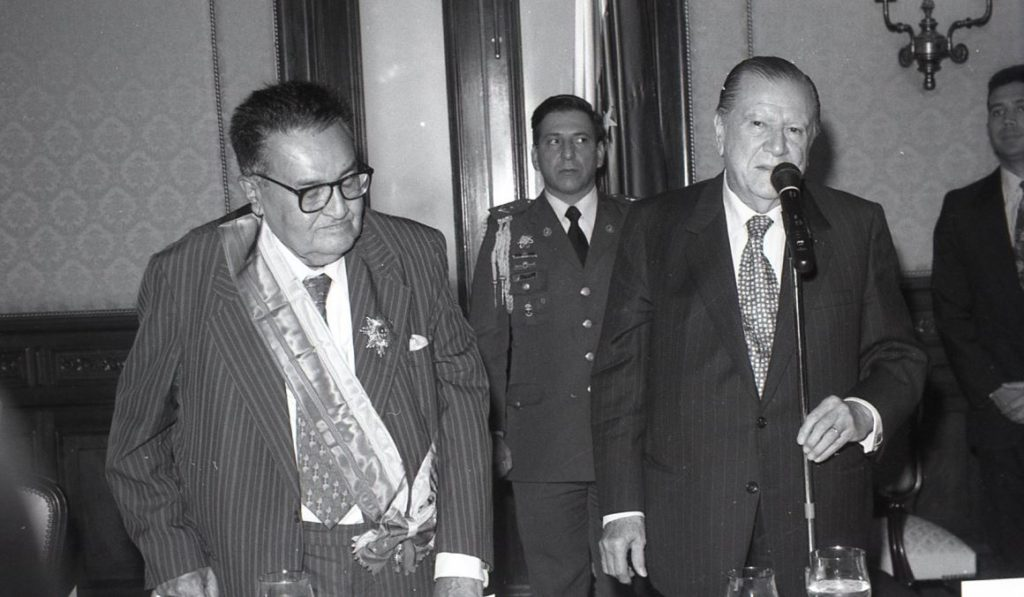
Rafael Caldera junto al escritor Luis Beltrán Guerrero, en el homenaje que la presidencia le realizara a este por sus 80 años, 1994.

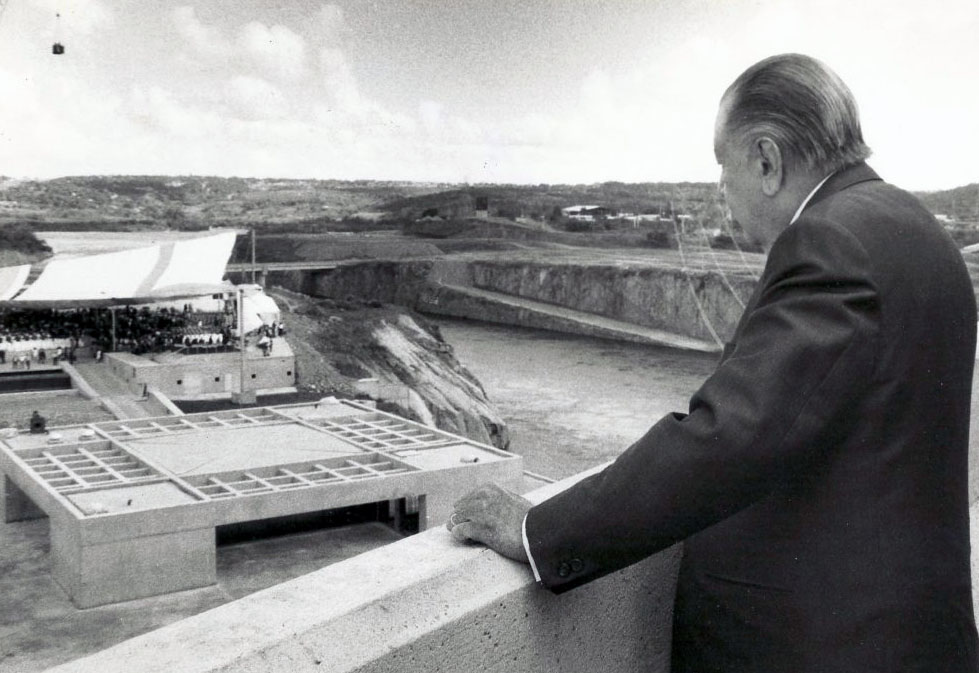
Inauguración del Complejo Hidroeléctrico Macagua II en 1997.

Caldera asume por segunda vez la presidencia en medio de una crisis financiera que había comenzado en el periodo de gobierno anterior, causada fundamentalmente por la concentración de autocarteras y el otorgamiento de autopréstamos a los accionistas y testaferros de un importante número de bancos, y que arrasa con la mitad del sistema de ahorros. Según el Ministerio de Hacienda, «la totalidad de recursos que la Nación debió destinar durante el año 1994 para asistir a las instituciones financieras intervenidas y estatizadas se elevó a la suma de 1.037.043 millones de bolívares», equivalente al 12% del producto bruto de ese año.
Los bajos precios del petróleo lo obligan a recortar el presupuesto del año 1994 en un 10% y se pone en ejecución el plan Sosa, de carácter fundamentalmente tributario, que reforma y pone en vigencia varias leyes fiscales y crea el Servicio Nacional Integrado de Administración Tributaria (SENIAT). La desconfianza generada por la crisis bancaria y la renuncia de la presidenta del Banco Central de Venezuela impulsa al gobierno a decretar el estado de emergencia, la suspensión de garantías constitucionales y un control de cambio que permanece en vigencia hasta abril del año 1996. La política de auxilios financieros comenzada a aplicar desde el gobierno de Ramón J. Velázquez es sustituida por una de transferencia de los bancos al Estado por un valor simbólico de un bolívar para ser re-capitalizados y devueltos nuevamente al sistema financiero, a partir de un informe presentado por una comisión del Fondo Monetario Internacional. La Superintendencia de Bancos es fortalecida y muchas de las entidades financieras previamente estatizadas, fueron privatizadas (Banco de Venezuela, Banco Consolidado, Banco Unión).
La situación de minoría parlamentaria en que se encontraba el gobierno no consigue la aprobación de ninguno de los planes económicos formulados y termina contrariando los planteamientos hechos durante la campaña electoral al acudir al Fondo Monetario Internacional (FMI), con la presentación de un programa denominado Agenda Venezuela. Con semejanzas al criticado programa del segundo gobierno de Carlos Andrés Pérez en 1989, la agenda se diferencia por la búsqueda desde el ejecutivo del consenso con los diferentes sectores de la sociedad.
Sin embargo, la apertura petrolera, puesta en marcha bajo el liderazgo de PDVSA, reduce sustancialmente las necesidades de financiamiento solicitadas al FMI y la economía, de una tasa de crecimiento negativa en el año 1994 (-2.3%), que pasa a ser positiva en 1995 (3.9%) y vuelve a ser negativa en 1996 (-0.2%), llega a un alto nivel en 1997 (6.3%). Sin embargo, en 1998, la caída de los precios del petróleo impacta negativamente la economía y el ánimo de los venezolanos (-0.11%).

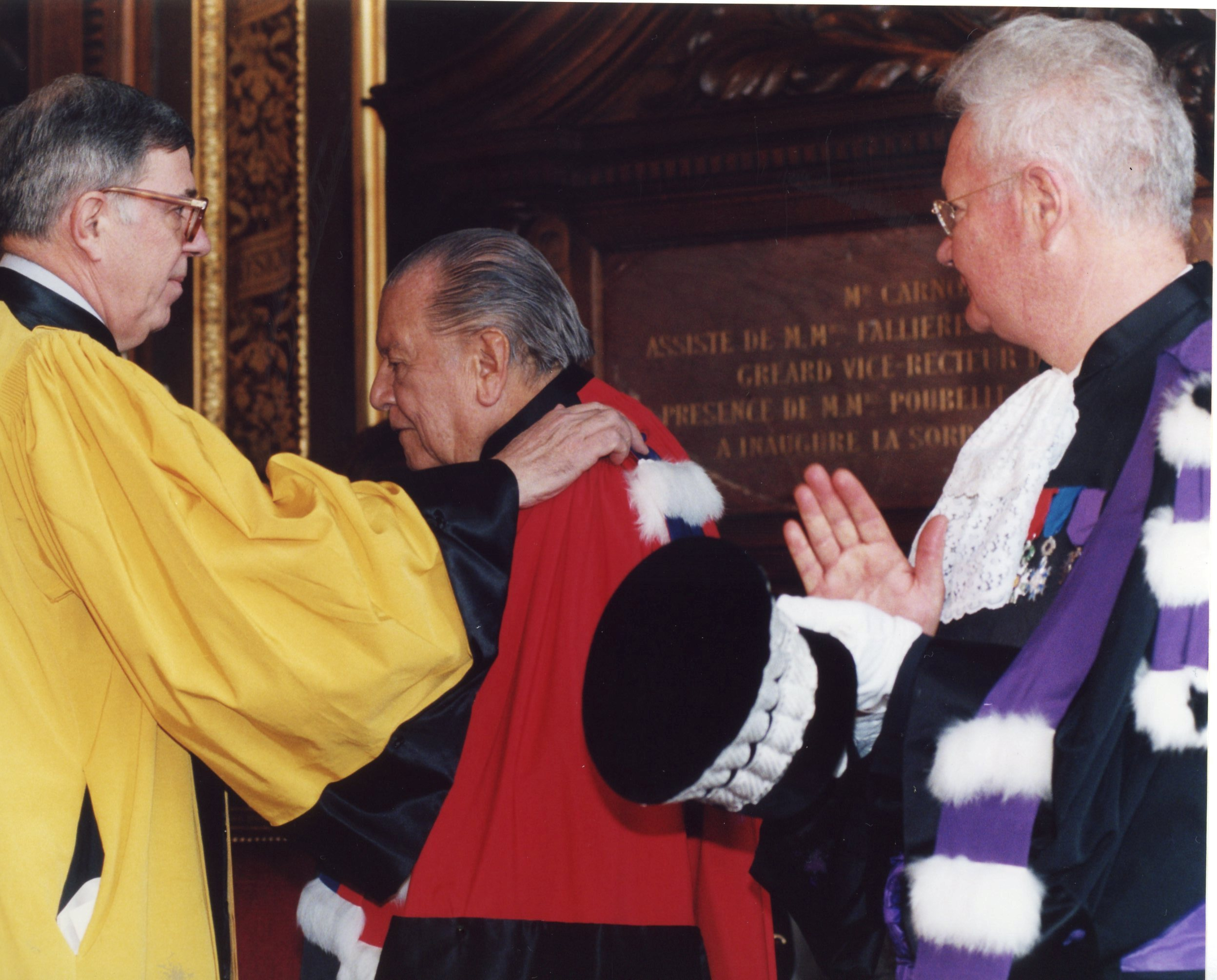
Caldera al recibir el doctorado Honoris Causa de la Universidad de La Sorbona, en París, el 22 de marzo de 1998.

La experiencia acumulada por el manejo de presupuestos deficitarios, lleva al gobierno a crear en 1998, mediante Decreto No. 2.991 con rango y fuerza de ley,  el Fondo de Inversión para la Estabilización Macroeconómica, para evitar en el futuro las dificultades presupuestarias en épocas de bajos precios del petróleo. Son privatizadas empresas como Siderúrgica del Orinoco y varios complejos hoteleros. En lo social, a pesar de las dificultades presupuestarias, se mantienen y mejoran los programas sociales existentes, como la beca alimentaria, el Programa de Alimentación Materno Infantil, los multi-hogares y los hogares de cuidado diario, y se crean nuevos como el PROAL para la alimentación básica y el SUMED para el acceso a los medicamentos. Igualmente, se crea el Fondo de Fortalecimiento Social, para el estímulo a la participación de las organizaciones vecinales en la solución de sus propios problemas y el apoyo a las organizaciones de la sociedad civil en su trabajo social. Se desarrolla un programa con la participación privada para el embellecimiento y mantenimiento de áreas públicas y jardines, liderado por la primera dama, Alicia Pietri de Caldera, denominado «Un cariño para mi ciudad».

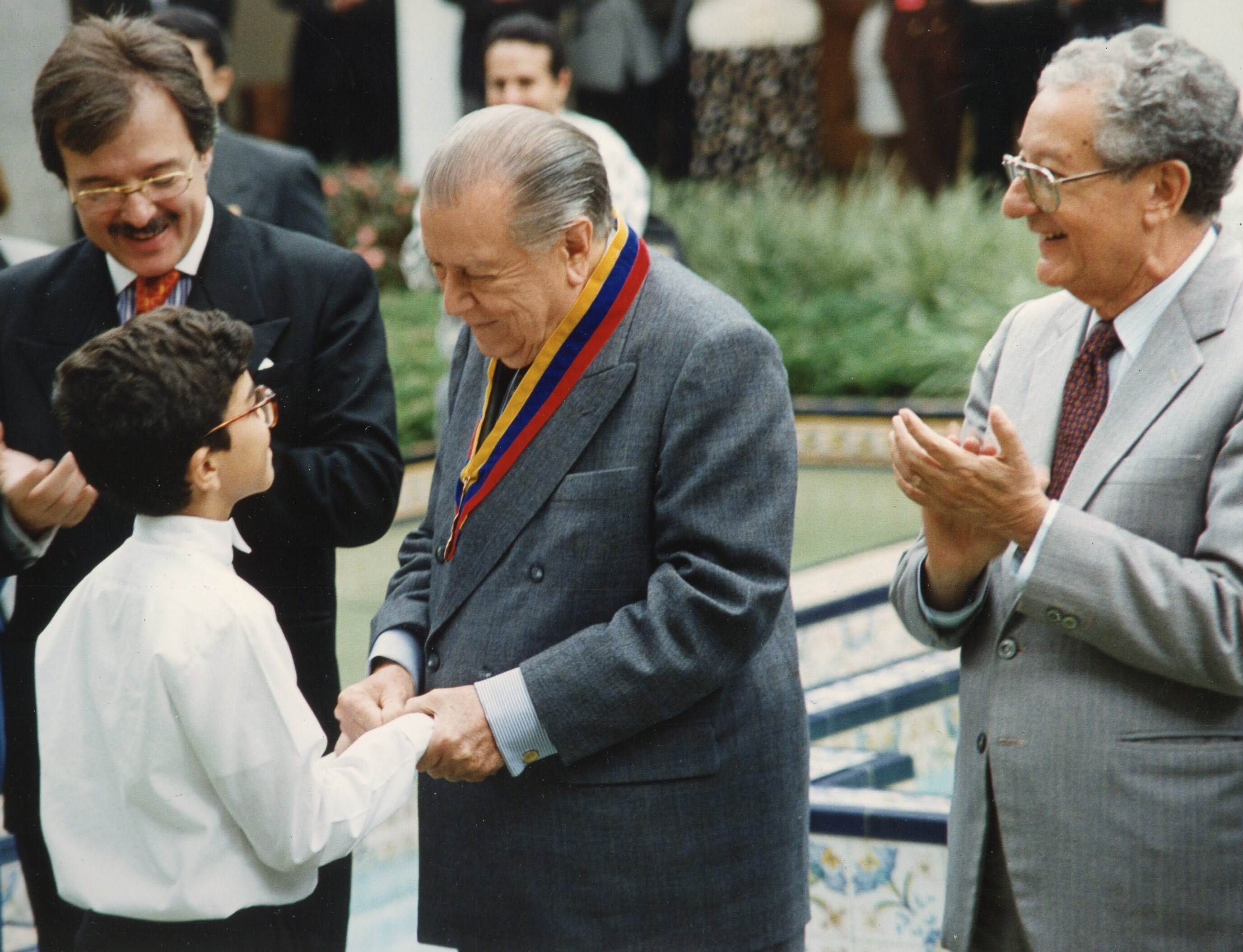
El presidente Caldera en compañía del secretario de la presidencia, Asdrúbal Aguiar, el ministro de Relaciones Interiores, José Guillermo Andueza, y miembros de la Orquesta Sinfónica Infantil de Venezuela. Palacio de Miraflores, 6 de diciembre de 1996.

En materia de obras de infraestructura y vialidad se inauguran la represa Macagua II en Guayana y Taguaza en Caracas; el acueducto regional del centro en Valencia; la carretera Mérida-El Vigía; el tramo San Felipe-La Raya y Yagua-Puerto Cabello de la autopista Centro-Occidental; el tramo San Carlos-Agua Blanca de la autopista José Antonio Páez y San Juan de Uchire-Clarines de la Autopista Rómulo Betancourt. Se inauguran igualmente la Línea 3 del metro de Caracas, el Museo Jacobo Borges y el Museo Cruz Diez y se impulsa considerablemente el ferrocarril Caracas-Cúa y el complejo hidrológico Yacambú-Quíbor.
En 1997, se logra un acuerdo tripartito, entre empresarios, trabajadores y el Estado, por el cual se modifica el régimen de prestaciones sociales, la seguridad social y se crean los fondos de pensiones, que permitirían impulsar entre otros la construcción de viviendas. Sin embargo, esto último es congelado por el nuevo gobierno.
Sobre la política exterior del periodo, aunque la agenda de promoción de la democracia estuvo menos activa que en administraciones anteriores y «desprovista de un diseño estratégico claro e integral», destaca el compromiso asumido por Caldera de llevar el debate sobre la lucha contra la corrupción a los foros internacionales, y el impulso de proyectos para combatirla a escala internacional. 
Durante su gestión continuó con la política de pacificación militar iniciada por los presidentes Carlos Andrés Pérez y Ramón J. Velázquez que culminó los sobreseimientos concedidos a los responsables de los intentos de golpe de Estado del 4 de febrero y el 27 de noviembre en 1992, con los líderes que todavía permanecían en prisión. El teniente coronel retirado Hugo Chávez Frías, quien se había mantenido en nivel muy bajo en las encuestas hasta diciembre de 1997 (4%), gana las elecciones un año después, el 6 de diciembre de 1998.
Para la historiadora Margarita López Maya, aunque en el quinquenio se logró «alcanzar una cierta paz política», no se cumplen las promesas en lo económico, y «tampoco fue remediada la situación de deterioro de las instituciones fundamentales del Estado y de deslegitimación del sistema político».

#### Gabinete ministerial
| Gabinete ministerial (1994-1999) | Gabinete ministerial (1994-1999) | Gabinete ministerial (1994-1999) |
| -------------------------------- | -------------------------------- | -------------------------------- |
| Ministerio                       | Nombre                           | Periodo                          |
| Relaciones Interiores            | Ramón Escovar Salom              | 1994–1996                        |
| Relaciones Interiores            | José Guillermo Andueza           | 1996–1998                        |
| Relaciones Interiores            | Asdrúbal Aguiar                  | 1998–1999                        |
| Relaciones Exteriores            | Miguel Ángel Burelli Rivas       | 1994–1999                        |
| Finanzas                         | Julio Sosa Rodríguez             | 1994–1995                        |
| Finanzas                         | Luis Raúl Matos Azócar           | 1995–1998                        |
| Finanzas                         | Freddy Rojas Parra               | 1998                             |
| Finanzas                         | Maritza Izaguirre                | 1998–1999                        |
| Defensa                          | Rafael Montero Revette           | 1994–1995                        |
| Defensa                          | Moisés Orozco Graterol           | 1995–1996                        |
| Defensa                          | Pedro Valencia Vivas             | 1996–1997                        |
| Defensa                          | Tito Manlio Rincón Bravo         | 1997–1999                        |
| Fomento                          | Luis Carlos Palacios             | 1994                             |
| Fomento                          | Alberto Poletto                  | 1994–1995                        |
| Fomento                          | Werner Corrales                  | 1995–1996                        |
| Fomento                          | Freddy Rojas Parra               | 1996–1999                        |
| Industria y Comercio             | Freddy Rojas Parra               | 1997–1998                        |
| Industria y Comercio             | Héctor Maldonado Lira            | 1998–1999                        |
| Reforma de la Economía           | Asdrúbal Baptista                | 1994                             |
| Transporte y Comunicaciones      | César Quintíni Rosales           | 1994                             |
| Transporte y Comunicaciones      | Ciro Zaa Álvarez                 | 1994–1996                        |
| Transporte y Comunicaciones      | Moisés Orozco Graterol           | 1996–1998                        |
| Transporte y Comunicaciones      | Julio César Martí Espina         | 1998–1999                        |
| Educación                        | Antonio Cárdenas Colmenter       | 1994–1999                        |
| Justicia                         | Rubén Creixens Savignon          | 1994–1996                        |
| Justicia                         | Enrique Meier Echeverría         | 1996–1997                        |
| Justicia                         | Hilarión Cardozo Esteva          | 1997–1999                        |
| Minas e Hidrocarburos            | Edwin Arrieta Valera             | 1994–1999                        |
| Trabajo                          | Juan Nepomuceno Garrido          | 1994–1997                        |
| Trabajo                          | María Bernardoni de Govea        | 1997–1999                        |
| Ambiente                         | Roberto Pérez Lecuna             | 1994–1997                        |
| Ambiente                         | Rafael Martínez Monro            | 1997–1999                        |
| Agricultura                      | Ciro Áñez Fonseca                | 1994–1995                        |
| Agricultura                      | Raúl Alegrett Ruiz               | 1995–1998                        |
| Agricultura                      | Ramón Ramírez López              | 1998–1999                        |
| Sanidad y Asistencia Social      | Vicente Pérez Dávila             | 1994                             |
| Sanidad y Asistencia Social      | Carlos Walter Valecillos         | 1994–1995                        |
| Sanidad y Asistencia Social      | Pedro Rincón Gutiérrez           | 1995–1997                        |
| Sanidad y Asistencia Social      | José Félix Oletta                | 1997–1999                        |
| Desarrollo Urbano                | Ciro Zaa Álvarez                 | 1994                             |
| Desarrollo Urbano                | Francisco González               | 1994–1997                        |
| Desarrollo Urbano                | Julio César Martí Espina         | 1997–1998                        |
| Desarrollo Urbano                | Luis Granados                    | 1998–1999                        |
| Familia                          | Mercedes Pulido                  | 1994–1996                        |
| Familia                          | Carlos Altimari Gásperi          | 1996–1999                        |
| Secretario de la Presidencia     | Andrés Caldera Pietri            | 1994–1996                        |
| Secretario de la Presidencia     | Asdrúbal Aguiar                  | 1996–1998                        |
| Secretario de la Presidencia     | José Guillermo Andueza           | 1998–1999                        |
| Cordiplan                        | Enzo Del Búffalo                 | 1994                             |
| Cordiplan                        | Luis Carlos Palacios             | 1994                             |
| Cordiplan                        | Werner Corrales                  | 1994–1995                        |
| Cordiplan                        | Edgar Paredes Pisani             | 1995–1996                        |
| Cordiplan                        | Teodoro Petkoff                  | 1996–1999                        |
| CVG                              | Alfredo Grúber                   | 1994                             |
| CVG                              | Elías Nadim Inaty                | 1994–1999                        |

## Senador vitalicio y últimos años

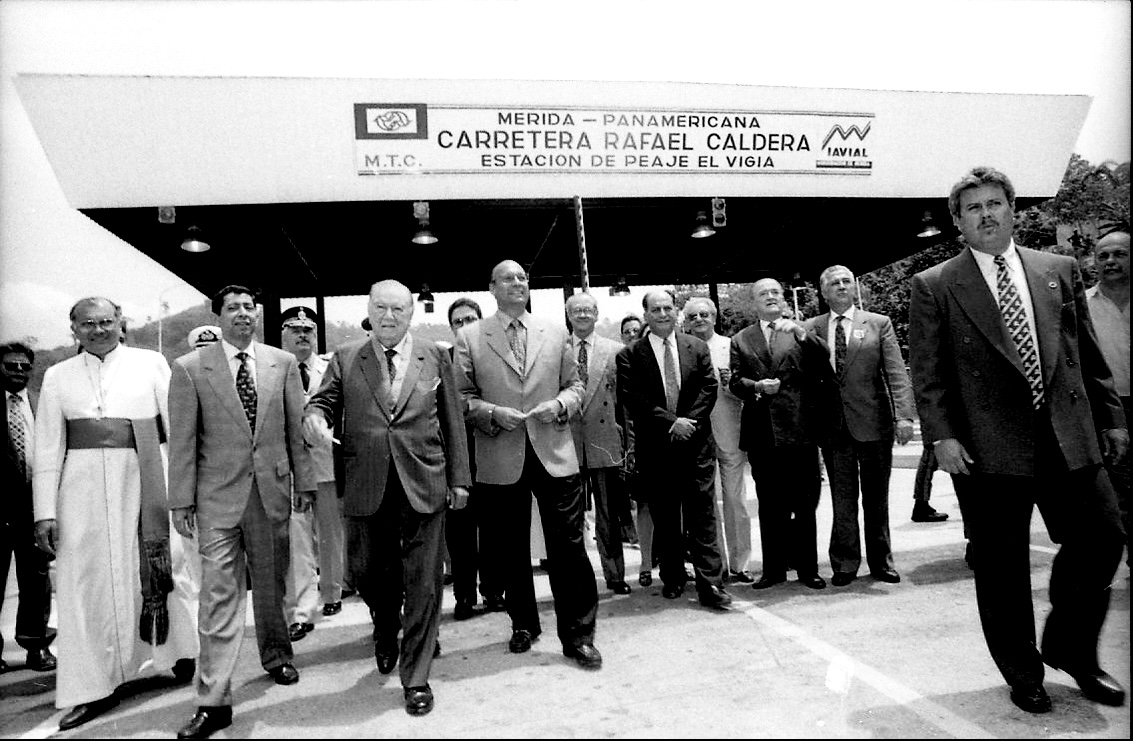
Inauguración de la Supercarretera Mérida-El Vigía, la cual fue nombrada por el ejecutivo regional como «Carretera Dr. Rafael Caldera». Mérida, 9 de octubre de 1997.

Caldera vuelve a su misma casa de habitación al salir del gobierno, como lo hiciera al término de su primera administración. Públicamente se opone a la Asamblea Constituyente convocada por el nuevo presidente, por considerarla violatoria de la constitución vigente de 1961. Como consecuencia de la promulgación de la nueva constitución, es eliminada la figura de senador vitalicio y eso lo lleva a acogerse a la jubilación que le correspondía como parlamentario. Escribe semanalmente en la prensa y publica su último libro, Los causahabientes, de Carabobo a Puntofijo (1999), el cual fue presentado por su exministro de Cordiplan y excandidato presidencial, Teodoro Petkoff.
La enfermedad de Parkinson lo va aislando cada vez más hasta que fallece, a un mes de cumplir los noventa y cuatro años, en la madrugada del 24 de diciembre de 2009. Dos años después, el 9 de febrero de 2011, muere su esposa, Alicia Pietri.
Caldera dominaba varios idiomas, como el inglés, el francés, el alemán, el italiano y el portugués. Se ejercitaba a diario en su casa y practicaba el billar, el ping-pong, las bolas criollas, pero su afición preferida era el dominó. Tuvo seis hijos, trece nietos y trece bisnietos, para el momento de su muerte.

## Vida personal
Fue católico practicante. Contrajo matrimonio con Alicia Pietri Montemayor (desde 1941 hasta su muerte), de cuya unión nacieron seis hijos: Mireya, Rafael Tomás, Juan José, Alicia Helena, Cecilia y Andrés.

## Imagen pública

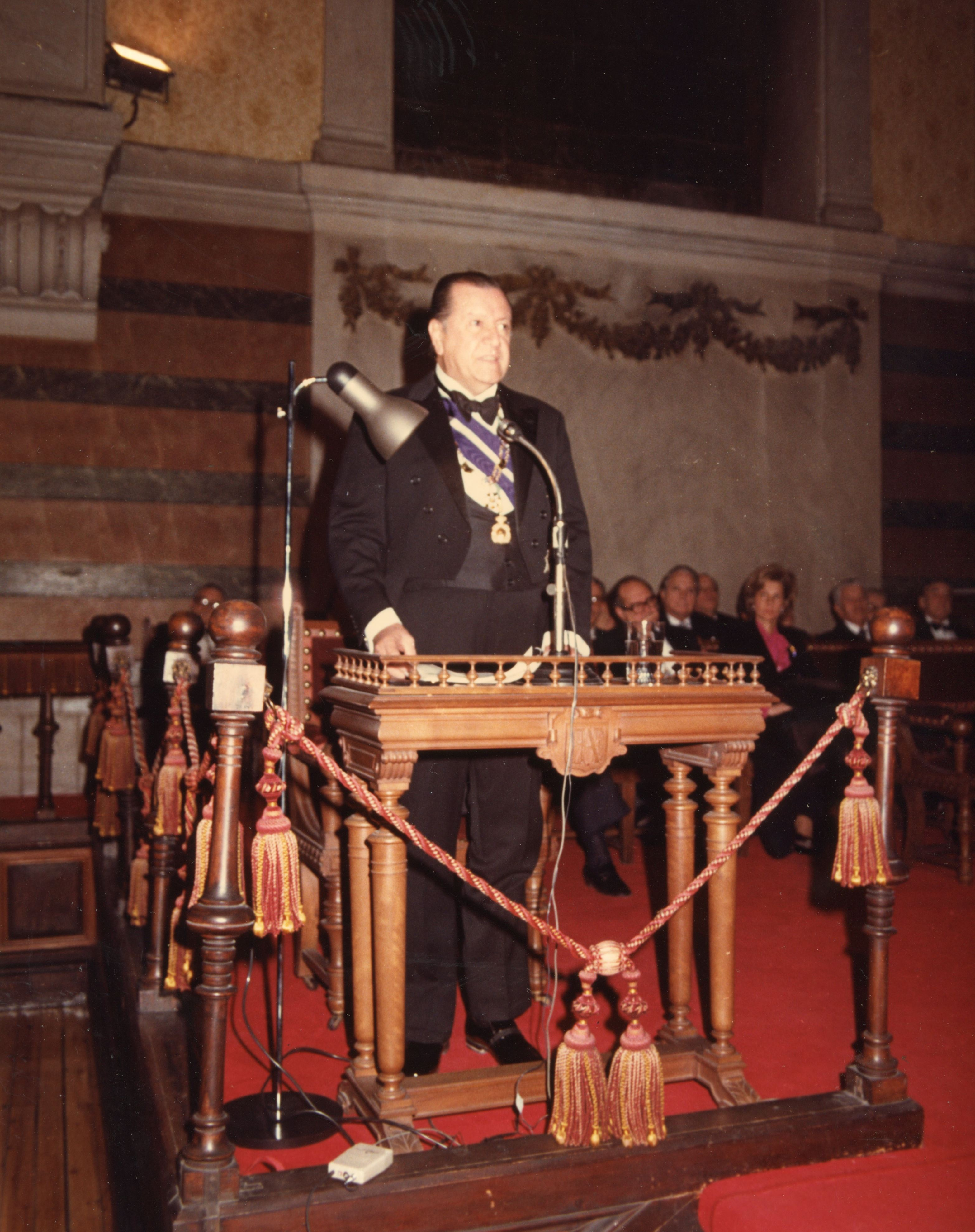
Rafael Caldera ante la Real Academia Española durante la sesión solemne en homenaje al bicentenario del nacimiento de Andrés Bello (1981).

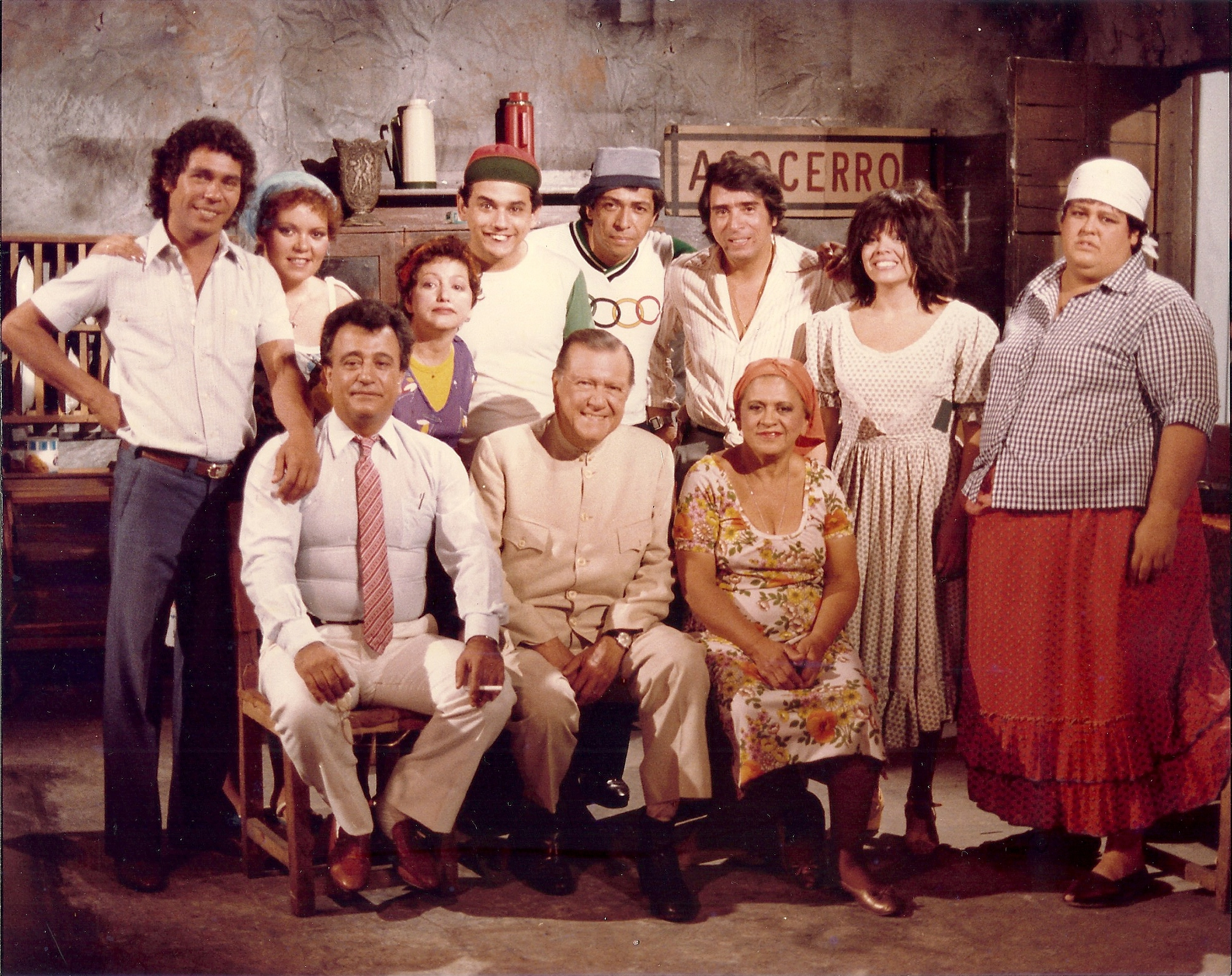
Rafael Caldera y los integrantes del sketch «Asocerro», de Radio Rochela, programa cómico de Radio Caracas Televisión (1983).

Rafael Caldera es recordado como uno de los oradores más completos de Venezuela, como lo afirmara el político Rodolfo José Cárdenas en un perfil que escribiera bajo el título de «¿Cómo es Caldera?». Entre sus discursos destacan, el que pronunció ante el pleno del Congreso de los Estados Unidos, en 1970; en la celebración de los veinte años de la Encíclica Populorum progressio en la Ciudad del Vaticano, en 1987, escogido por Juan Pablo II, hecho que lo convirtió en uno de los pocos seglares en haber sido escuchados por el Colegio Cardenalicio en Roma; y ante las Cortes Generales de España, en 1996, en unas palabras improvisadas en las que defendió la institución parlamentaria.

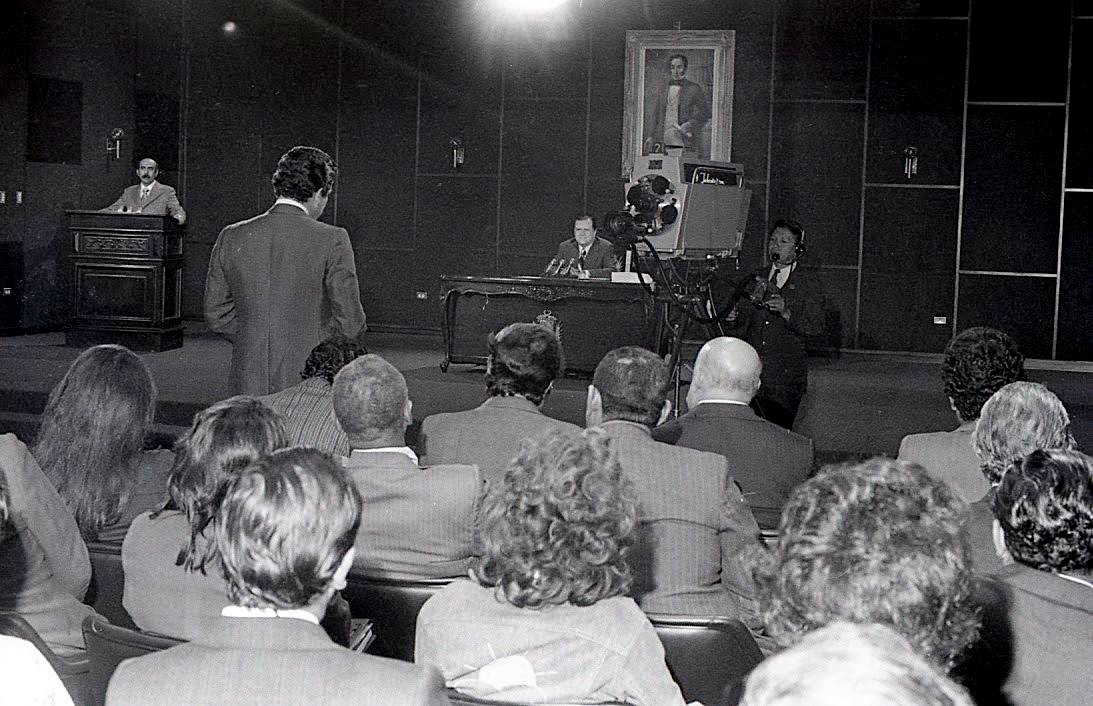
Caldera durante una reunión con la prensa en el Palacio de Miraflores, en enero de 1974.

Durante su vida pública fue parodiado por diversidad de comediantes, entre los que resaltan: José Ignacio Cadavieco, Pepeto López y Laureano Márquez, todos vinculados al programa humorístico de RCTV: Radio Rochela, en el que participó durante la campaña presidencial de 1983 con los personajes del sketch Asocerro. Igualmente fue caricaturizado por los dibujantes políticos de la época, como Pedro León Zapata, Sancho, Ras y Muñoz, entre otros.
Caldera fue percibido como un hombre de «cultura profunda», como un profesor respetado, tanto así que desde muy joven, en la vida política se le llamó siempre «Dr. Caldera» y nunca por su nombre de pila. Sentido distante, fue de los líderes históricos de la democracia que entendió la importancia de la televisión para comunicarse con los hogares venezolanos y de allí su participación en numerosos programas de entrevistas, entre los cuales, Horangel y los doce del signo, es revelador de facetas desconocidas de su personalidad.
Parte de las críticas recibidas han sido las de mesianismo, su responsabilidad en el sobreseimiento de Hugo Chávez y de parte de los militares de las intentonas de 1992, así como su papel en la terminación del proceso democrático representativo que había ayudado a fundar, como asevera el periodista e investigador Andrés Cañizalez, en un artículo que le dedicara a Caldera por motivo de la conmemoración de su centenario.
Entre los autores que han escrito valoraciones negativas sobre Caldera, se pueden nombrar al dirigente de la extrema derecha venezolana, Germán Borregales, al denunciar a Caldera de entregarse al comunismo; las confidencias del jefe de la represión durante la dictadura de Marcos Pérez Jiménez, Pedro Estrada, quien acusa a Caldera de fascista. Los ensayos y reportajes publicados sobre su segundo periodo presidencial: Las intrigas del Poder (1997), de Juan Carlos Zapata; Caldera Ilegítimo (1999) de Ignacio Quintana, entre otros. Más recientemente, el libro de la periodista Mirtha Rivero: La rebelión de los naúfragos (2010). 
En un reportaje de Gonzalo Álvarez publicado por la revista Momento a mediados de 1967, se afirmaba que el peso de Caldera era de 80 kg y su altura, 1,77 metros.
Una leyenda urbana apuntaba a que Caldera fue el padrino de promoción de Hugo Chávez en el ejército. Existe una segunda versión que lo colocaba como su padrino de bautismo, ambas fueron desmentidas por la familia Caldera Pietri y el propio Chávez.
Como parte de la conmemoración del año centenario de su nacimiento, la familia Caldera Pietri, junto con la Fundación Tomás Liscano, presentan el sitio web Rafael Caldera Oficial, convirtiéndose así en la primera biblioteca presidencial digital de Venezuela.

## Bibliografía

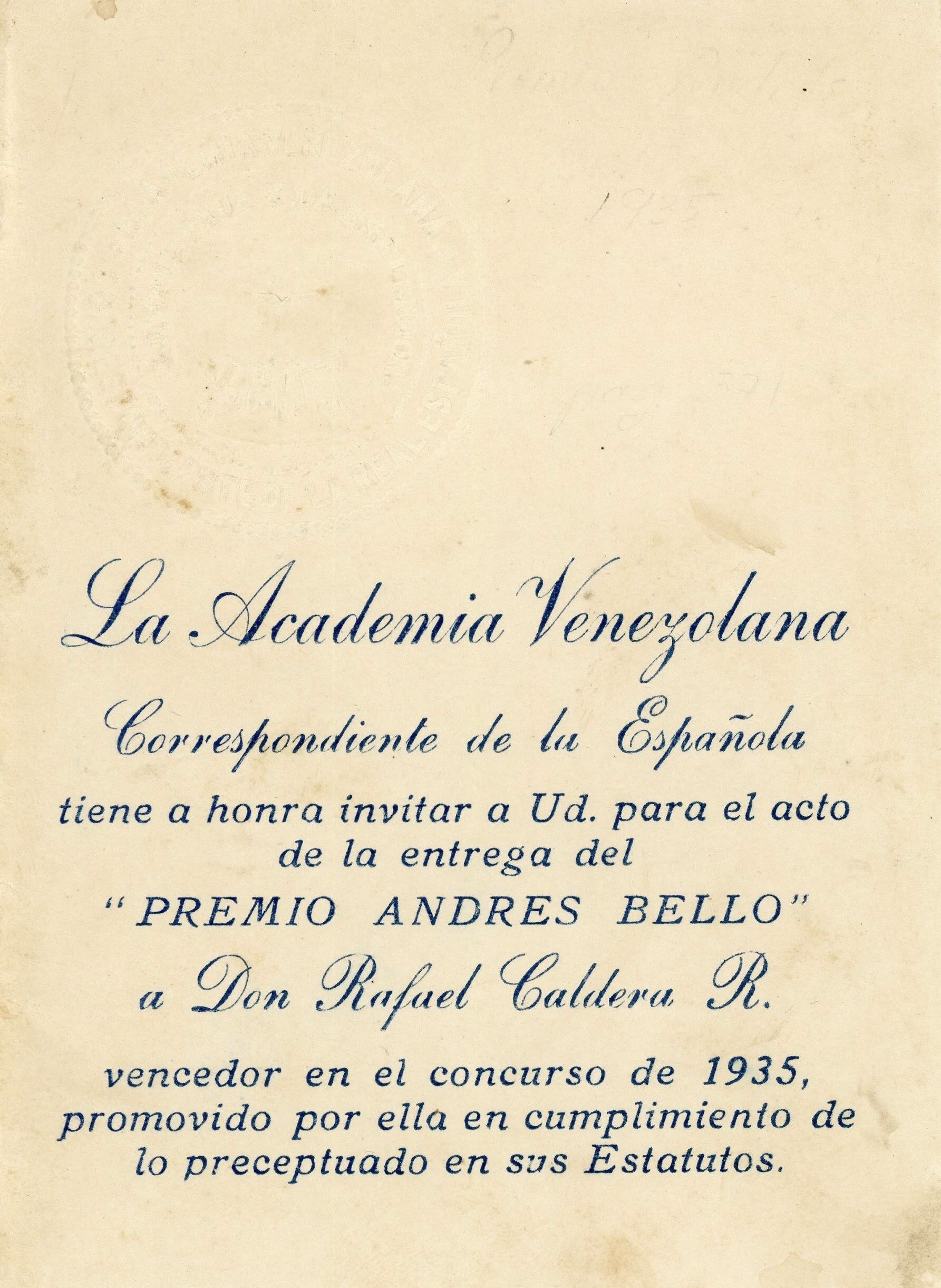
Tarjeta de invitación a la primera edición del «Premio Andrés Bello», de la Academia Venezolana de la Lengua, en la cual el joven Rafael Caldera resultaría vencedor.

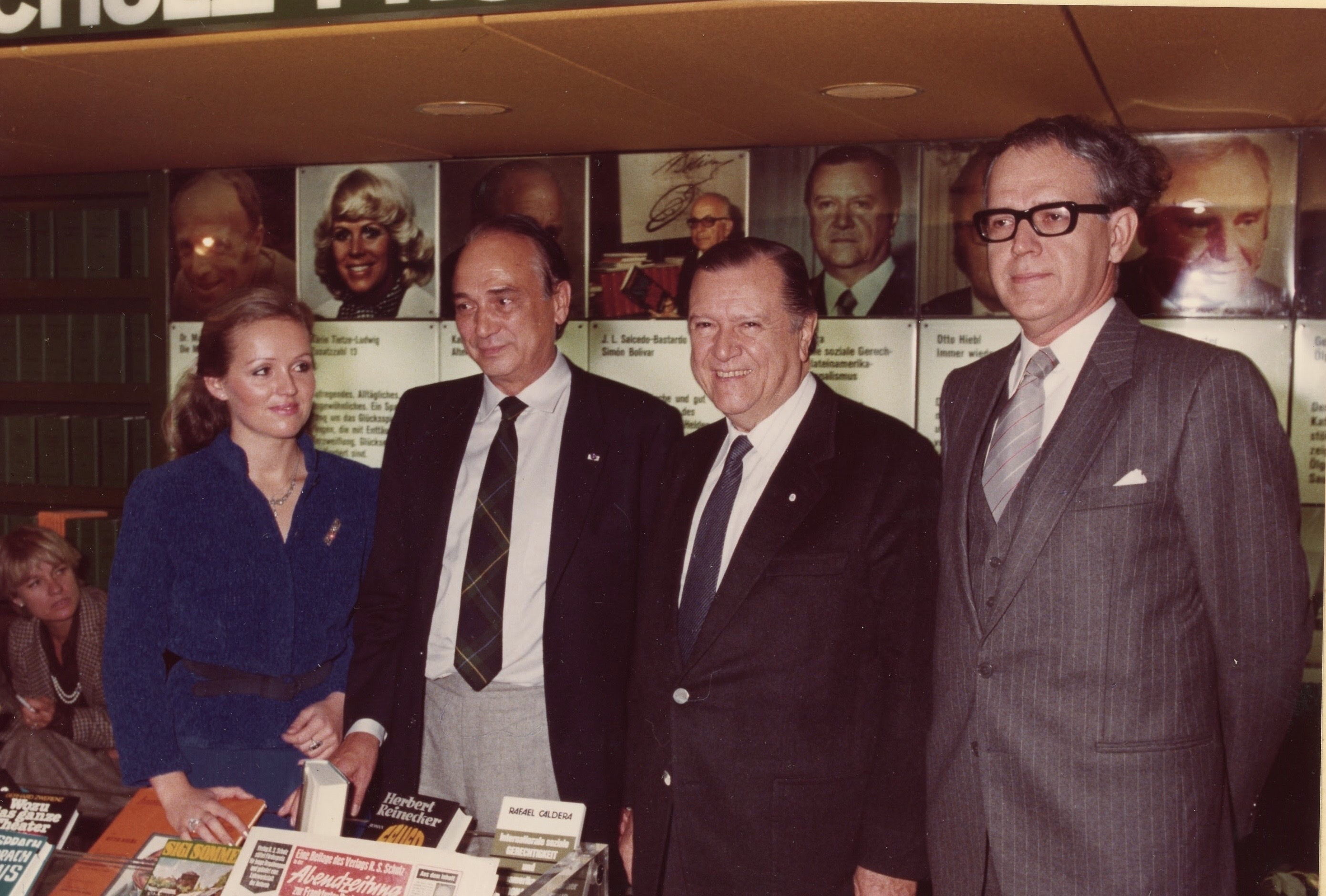
Caldera durante una visita a la Feria del Libro de Fráncfort de 1980. Su libro Especificidad de la Democracia Cristiana, había sido traducido al alemán cuatro años antes.

## Resultados electorales

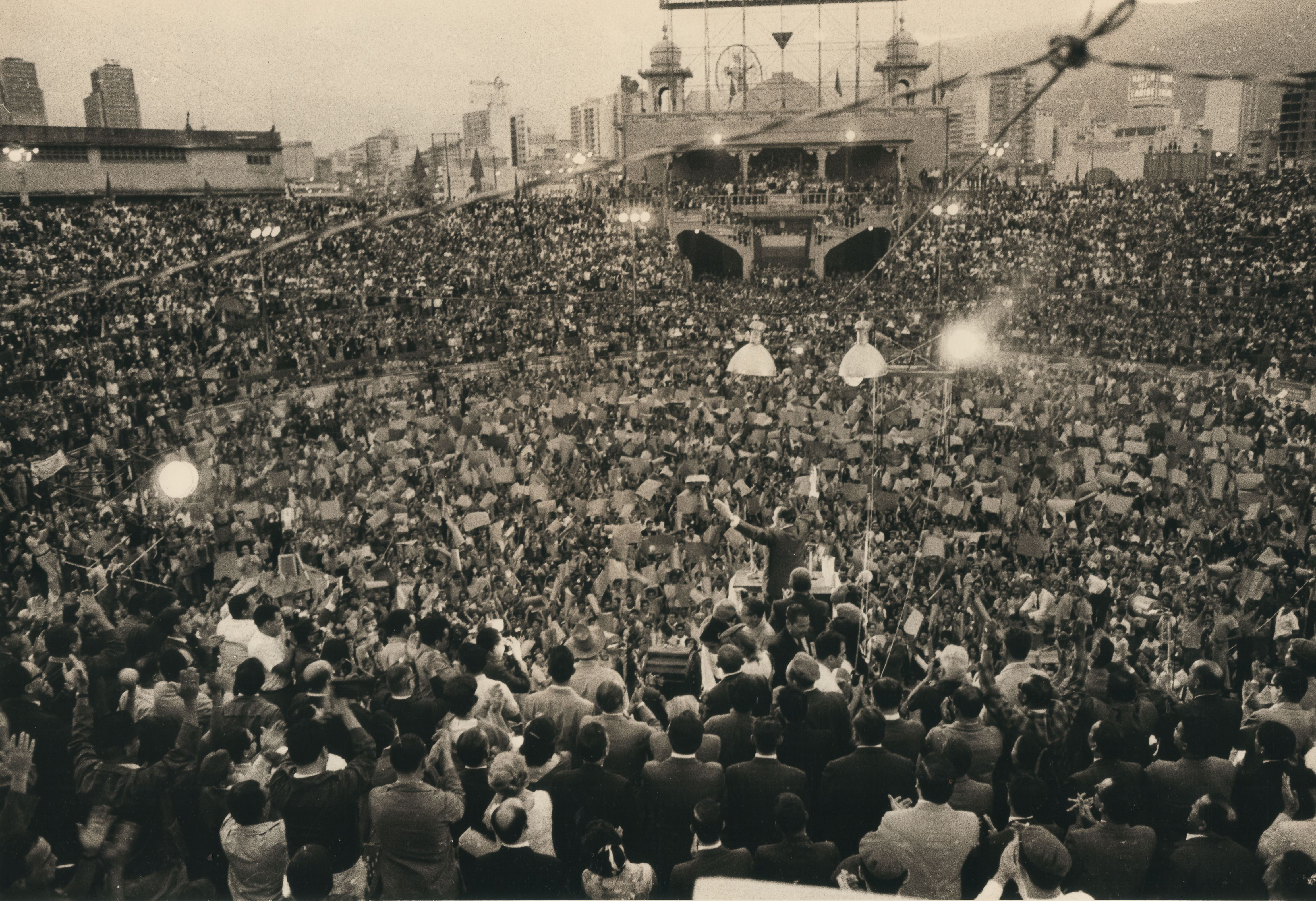
Proclamación de Caldera como candidato de COPEI a las elecciones presidenciales de 1968. Nuevo Circo de Caracas, 15 de abril de 1967.

### Elecciones Presidenciales
| Elección | Partido | Votos           | Oponentes                                        | Resultado |
| -------- | ------- | --------------- | ------------------------------------------------ | --------- |
| 1947     |         | 262.204 votos   | Rómulo Gallegos (AD) Gustavo Machado (PCV)       | No electo |
| 1958     |         | 423.262 votos   | Rómulo Betancourt (AD) Wolfgang Larrazábal (URD) | No electo |
| 1963     |         | 589.177 votos   | Raul Leoni (AD) Jóvito Villalba (URD)            | No electo |
| 1968     |         | 1.083.712 votos | Gonzalo Barrios (AD) Miguel A. Burelli (URD)     | Electo    |
| 1983     |         | 2.298.176 votos | Jaime Lusinchi (AD)                              | No electo |
| 1993     |         | 1.710.772 votos | Claudio Fermín (AD) Oswaldo Á. Paz (COPEI)       | Electo    |

### Elecciones Parlamentarias
| Elección | Período | Partido | Cargo                             | Entidad          | Resultado |
| --- | ------- | ------- | --------------------------------- | ---------------- | --------- |
| 1947 | 1948    |         | Diputado                          | Distrito Federal | Electo    |
| 1958 | 1959-64 |         | Diputado (Vicepresidente 1959-62) | Distrito Federal | Electo    |
| 1963 | 1964-69 |         | Diputado                          | Distrito Federal | Electo    |
| *No participaría nuevamente en elecciones parlamentarias gracias a su condición de Senador Vitalicio, obtenido tras su primer mandato presidencial. |         |         |                                   |                  |           |

### Biblioteca Rafael Caldera
- La Venezuela civil, constructores de la república (2014)
- Los desafíos a la gobernabilidad democrática (2014)
- Justicia Social Internacional (2014)
- Frente a Chávez (2015)
- Andrés Bello (2015)
- Moldes para la fragua. Nueva Serie (2016)
- Ganar la patria (2016)
- De Carabobo a Puntofijo (2017)
- Derecho al Trabajo (2017)